# Inceneritore

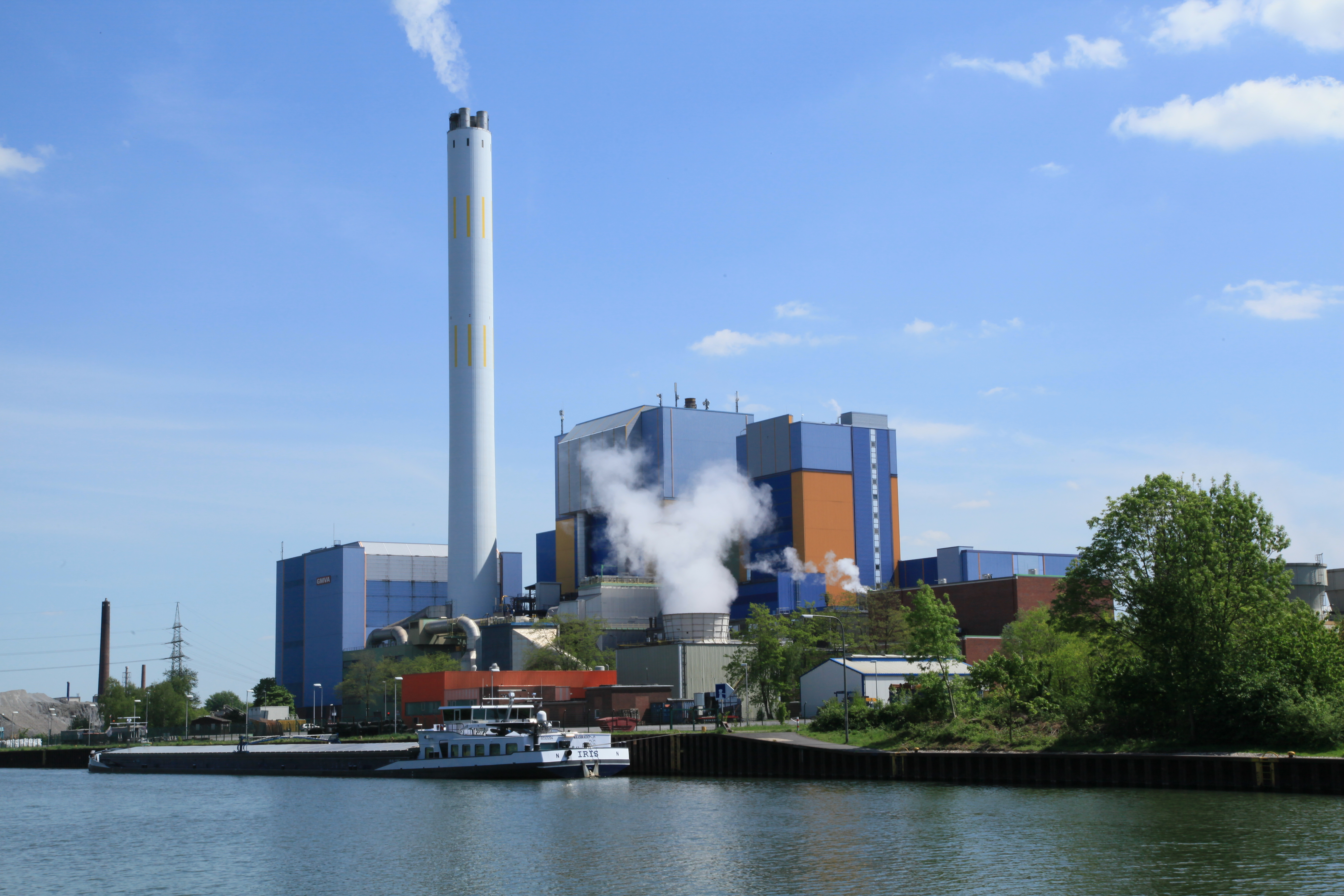
L'inceneritore termovalorizzatore di Oberhausen in Germania dedicato alla produzione di energia elettrica e dotato di teleriscaldamento

L'inceneritore è un impianto industriale utilizzato per lo smaltimento dei rifiuti mediante un processo di combustione ad alta temperatura, detto "incenerimento", da cui si ottiene un effluente gassoso contenente i prodotti della combustione (che in generale possono includere anche sostanze più o meno tossiche, come diossine, furani, particolato, cenere e polvere). Lo scopo dell'incenerimento è la riduzione del volume e della pericolosità dei rifiuti trattati.
Il processo di incenerimento propriamente detto è un particolare processo di trattamento termico dei rifiuti svolto attraverso una combustione completa in presenza di ossigeno. Altri trattamenti termici dei rifiuti sono la pirolisi, svolta in assenza di ossigeno, e la gassificazione, che consiste invece in un'ossidazione parziale. In senso lato, si parla di "incenerimento" anche quando all'interno di tale processo sono presenti fasi di pirolisi e di gassificazione.
Tra le tipologie di inceneritori ci sono anche i termovalorizzatori che sfruttano il calore sviluppato durante la combustione per la produzione di energia elettrica o come vettore di calore (ad esempio per il teleriscaldamento) sfruttando la cogenerazione.

## Tipi di rifiuti trattati
Combustibile solido secondario

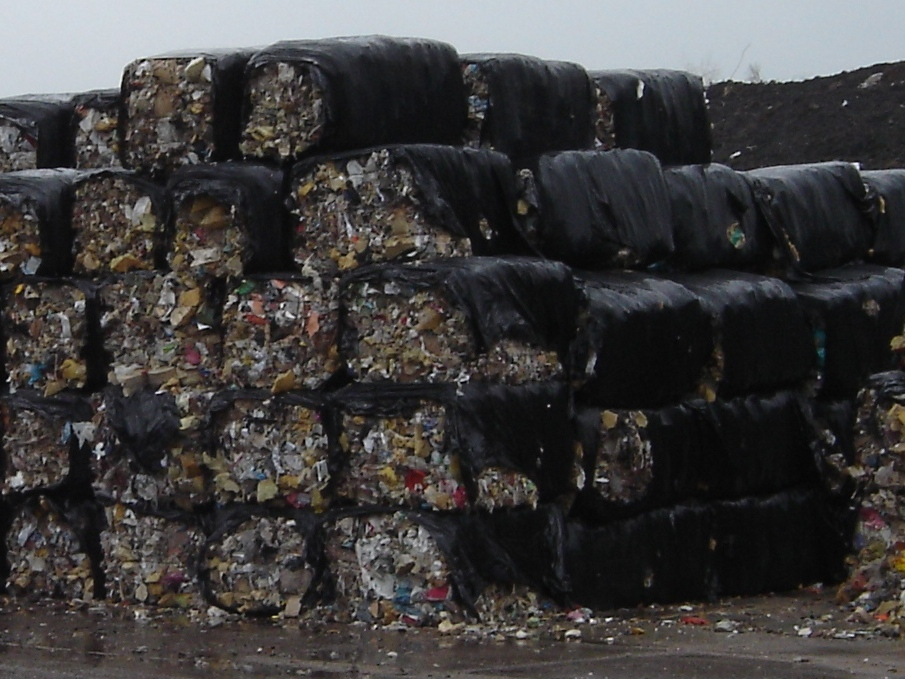
Rifiuti trattati in attesa di essere avviati alla combustione.

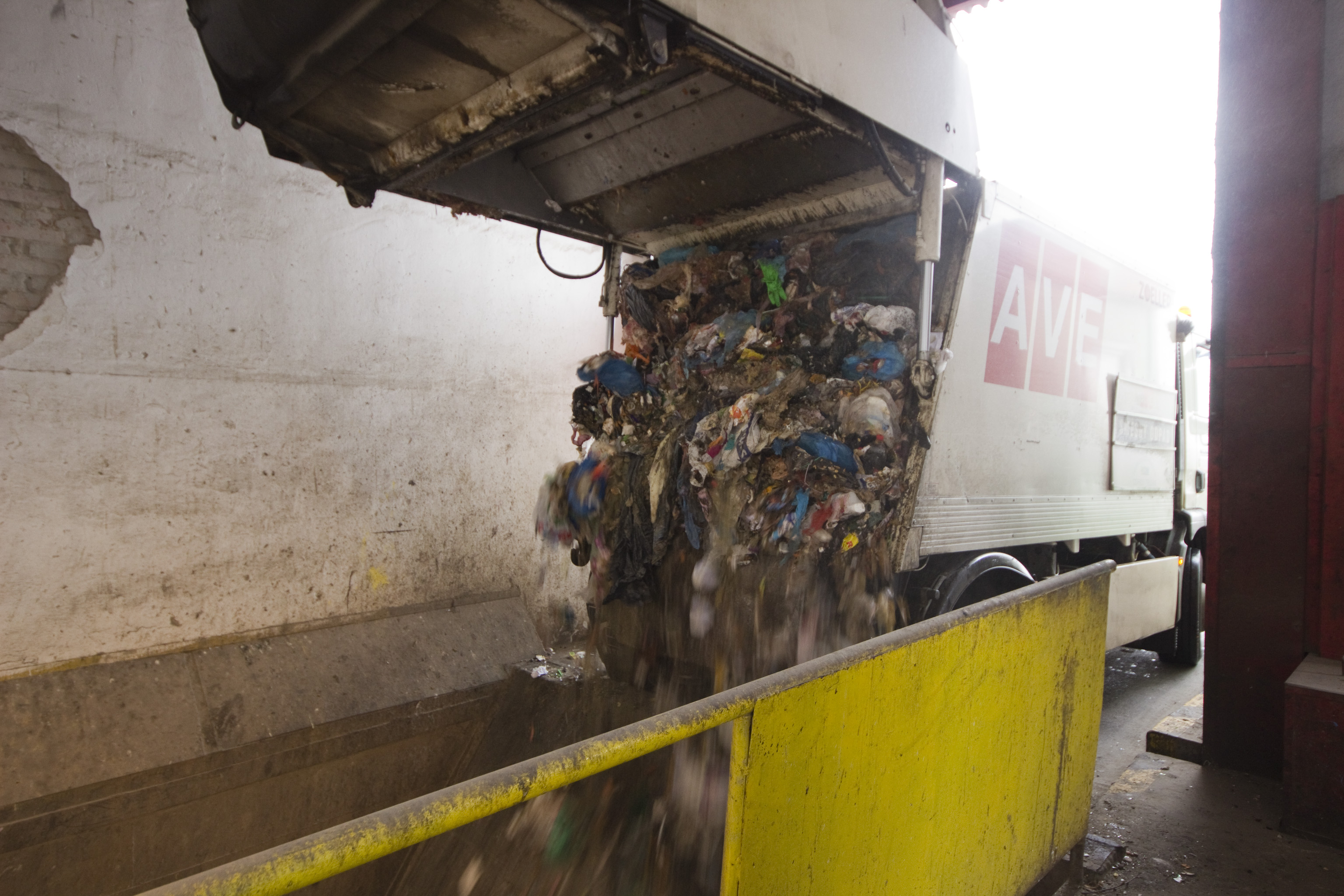
Operazione di carico di rifiuti all'ingresso di un inceneritore (Malešice, Praga).

Le categorie predominanti di rifiuto inceneribili e sono definite come combustibile solido secondario, cioè:
- rifiuti solidi urbani (RSU)
- rifiuti speciali

A queste si possono aggiungere categorie particolari come i fanghi di depurazione, i rifiuti medici e gli scarti dell'industria chimica. Non sono invece inceneriti i rifiuti pericolosi.
Molto importante notare che la tipologia e le caratteristiche dell'inceneritore in costruzione cambia a seconda del tipo di rifiuti da trattare.
Vi è poi una grande quantità di rifiuti non inceneribili, classificati "inerti", provenienti da costruzioni e demolizioni: questi costituiscono in Italia una percentuale di circa il 30% del totale, pari a 30 milioni di tonnellate l'anno (dati 2014).
Nel caso dei rifiuti solidi urbani, prima di procedere all'incenerimento, i rifiuti devono essere trattati tramite processi speciali volti a eliminare i materiali non combustibili (vetro, metalli, inerti) e la frazione umida chiamata FORSU, costituita dalla materia organica come gli scarti alimentari e da agricoltura, ecc.

### Rifiuti solidi urbani
Considerato che la natura dei rifiuti solidi urbani è estremamente variabile a seconda dell'area servita da ciascun singolo inceneritore, il processo di incenerimento e di conseguenza le caratteristiche e la gestione di un inceneritore può essere molto differente da una zona geografica all'altra, oltre che dal particolare periodo temporale in cui è svolto il processo: ad esempio, per modifiche nei consumi che si hanno tra il periodo estivo e il periodo invernale oppure nel corso degli anni a seguito della commercializzazione e dell'acquisto di nuovi prodotti e in generale a seguito di modifiche del mercato globale e locale.
La tipologia di rifiuto solido urbano trattata in un inceneritore è anche modificata in maniera sostanziale in concomitanza con le pratiche di raccolta differenziata messe in atto nel territorio. In particolare, oltre a diminuire la quantità di rifiuti inviati al processo di incenerimento, la raccolta differenziata va a modificare le caratteristiche del RSU, con conseguenze sulla quantità del rifiuto trattato, ma anche della sua qualità. Ad esempio la raccolta differenziata dei rifiuti organici (anche chiamati "umido") aumenta il potere calorifico dei rifiuti solidi urbani, diminuendo così la quantità di combustibile necessario a incenerire ogni tonnellata di rifiuto.

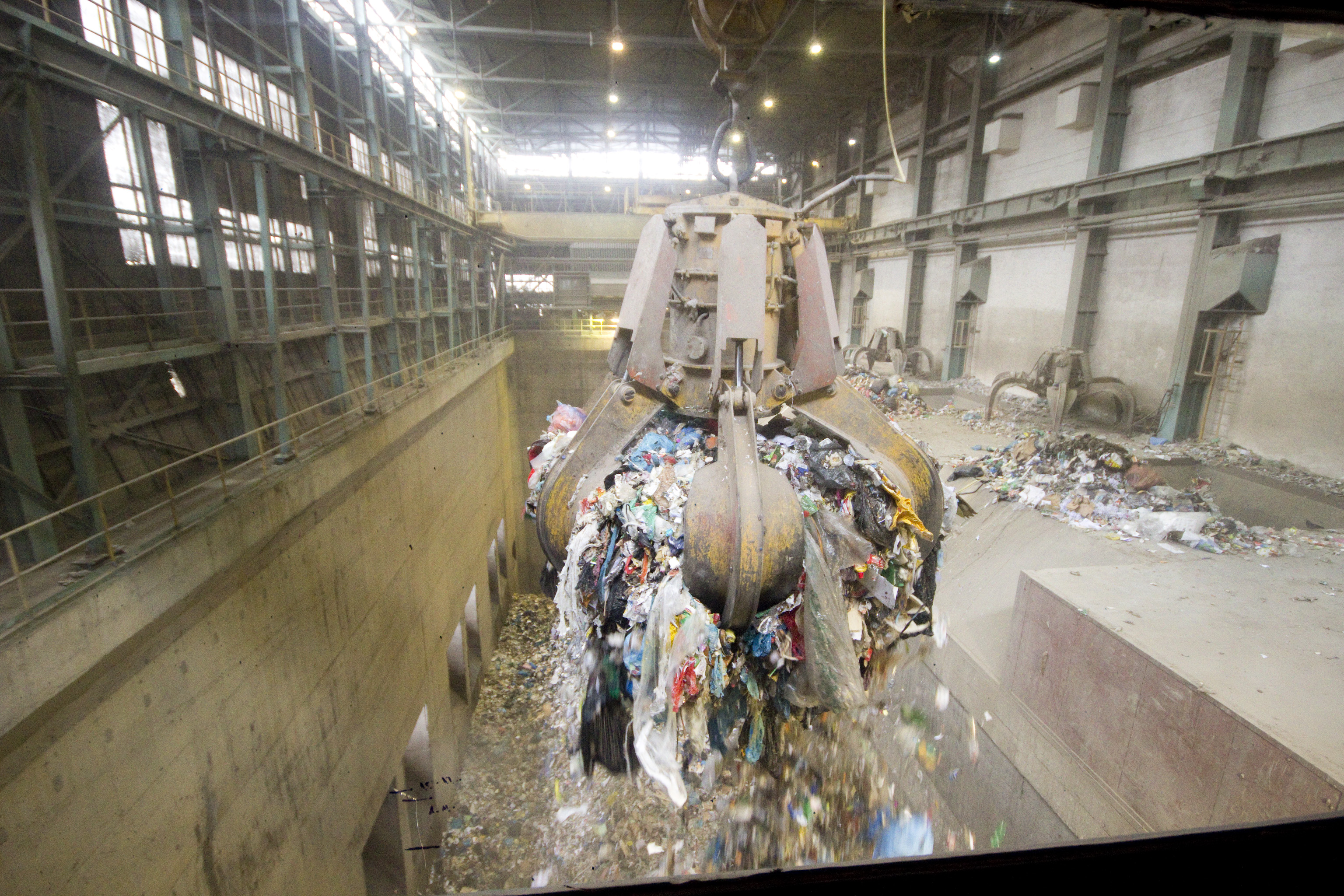
Miscelazione di RSU con il supporto di gru (Malešice, Praga).

Per quanto riguarda il pretrattamento di rifiuti solidi urbani, al fine di migliorare le prestazioni e il controllo del processo, tali rifiuti, essendo estremamente eterogenei, sono frantumati e miscelati con apposite gru all'interno di una vasca generalmente costruita in cemento armato, in modo da ottenere una composizione dell'alimentazione alla fornace il più possibile omogenea.
Un'altra necessità nel caso di impianti per l'incenerimento di RSU è la presenza di strutture chiuse dove stoccare e miscelare i rifiuti, in modo da limitare l'emissione verso l'esterno di cattivi odori, rumori e vibrazioni. e tale area ha generalmente una capacità di stoccaggio di circa 3-5 giorni e deve essere provvista di particolari misure antincendio.

### Rifiuti speciali
Nel caso di inceneritori per rifiuti speciali, le caratteristiche dell'impianto variano sensibilmente a seconda che si tratti di un impianto per il trattamento di rifiuti speciali provenienti da diverse fonti o se al contrario tali rifiuti speciali provengono da un'unica impresa. Nel secondo caso, si parla di "impianti dedicati"; tali impianti, essendo progettati per i bisogni di un'impresa specifica, sono meno versatili (in quanto sono progettati per trattare solo i rifiuti della specifica impresa in questione), ma dall'altra parte la loro progettazione risulta più mirata, in quanto si ha una migliore conoscenza del tipo di rifiuti da trattare.
I rifiuti speciali possono essere particolarmente tossici e necessitano di maggiori controlli. Per tale motivo, prima che tali rifiuti siano stoccati per l'incenerimento devono essere sottoposti a dei rigidi controlli per verificare la loro ammissibilità all'impianto di incenerimento. Tali controlli includono l'ispezione visiva, indagini analitiche e il raffronto dei risultati emersi da tali controlli con le particolari specifiche dell'impianto, dopo di che, i rifiuti possono essere ammessi e quindi stoccati per l'incenerimento, oppure non ammessi, e quindi inviati ad altri impianti di trattamento più idonei.
A differenza dei RSU, i rifiuti speciali possono essere sia solidi sia liquidi, per cui l'impianto necessita delle apparecchiature per la movimentazione dei materiali più complessi e diversificati.

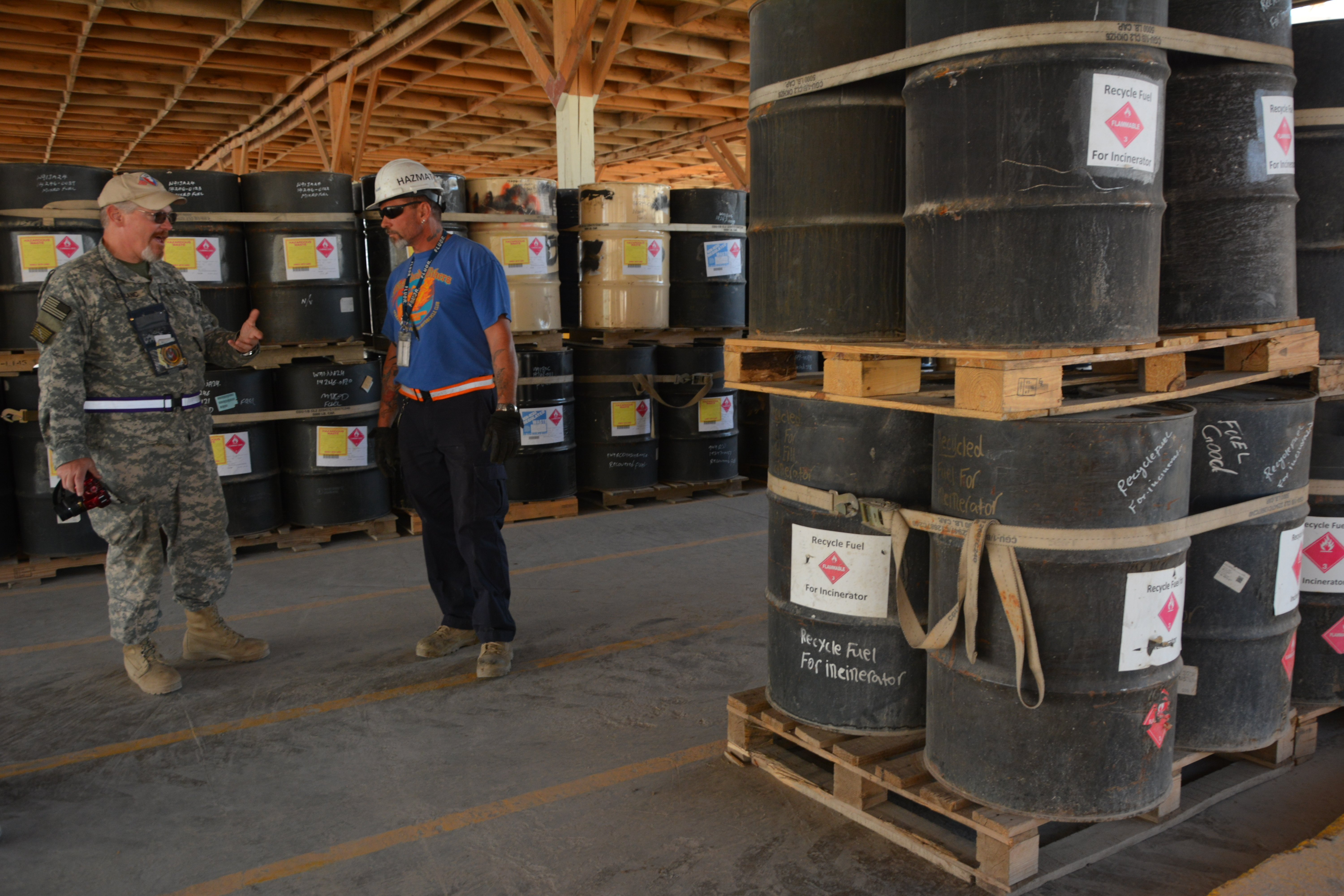
Rifiuti speciali destinati all'incenerimento per la produzione di energia
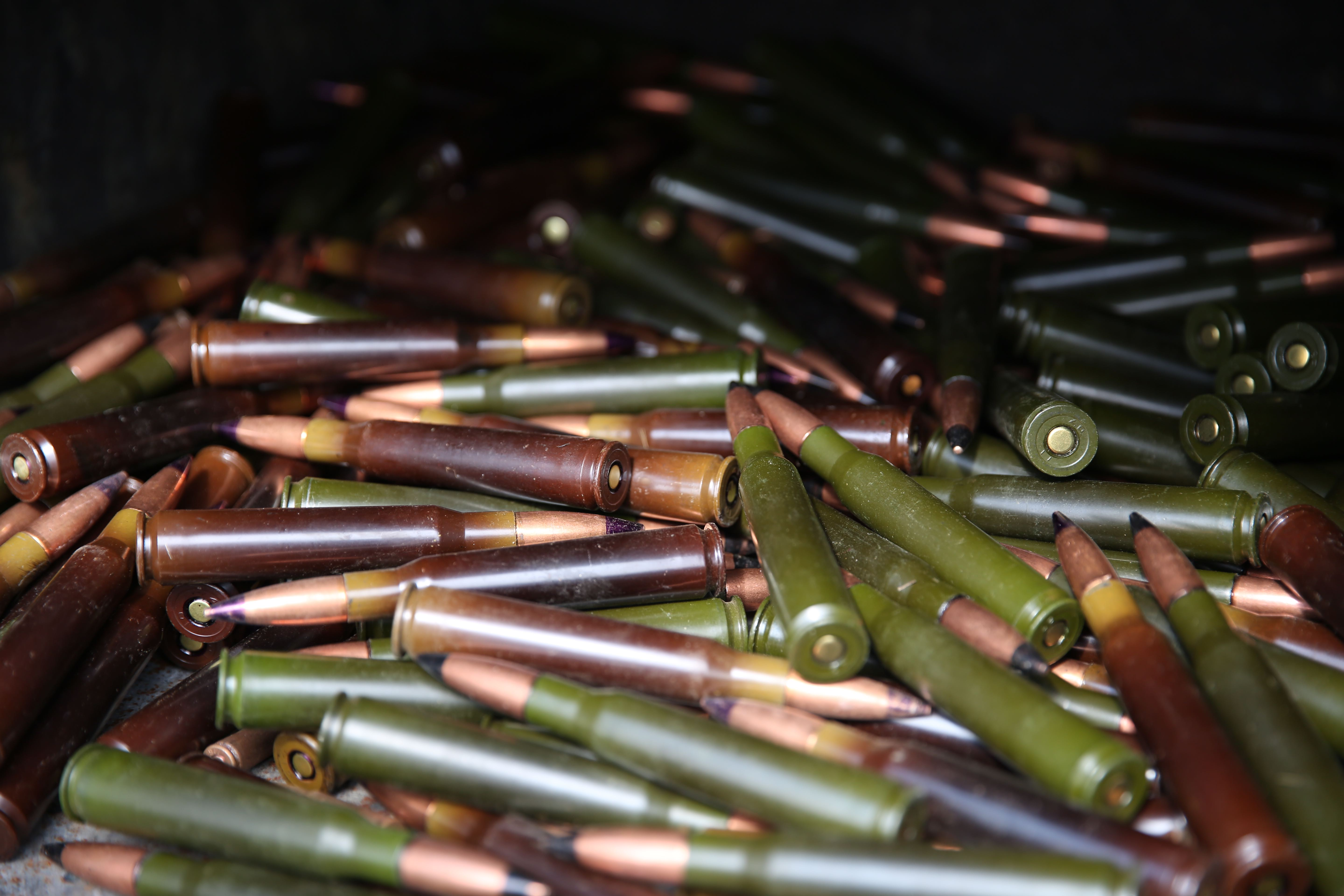
Munizioni all'interno di un inceneritore pronte per essere distrutte durante un intervento di peacekeeping in Congo.
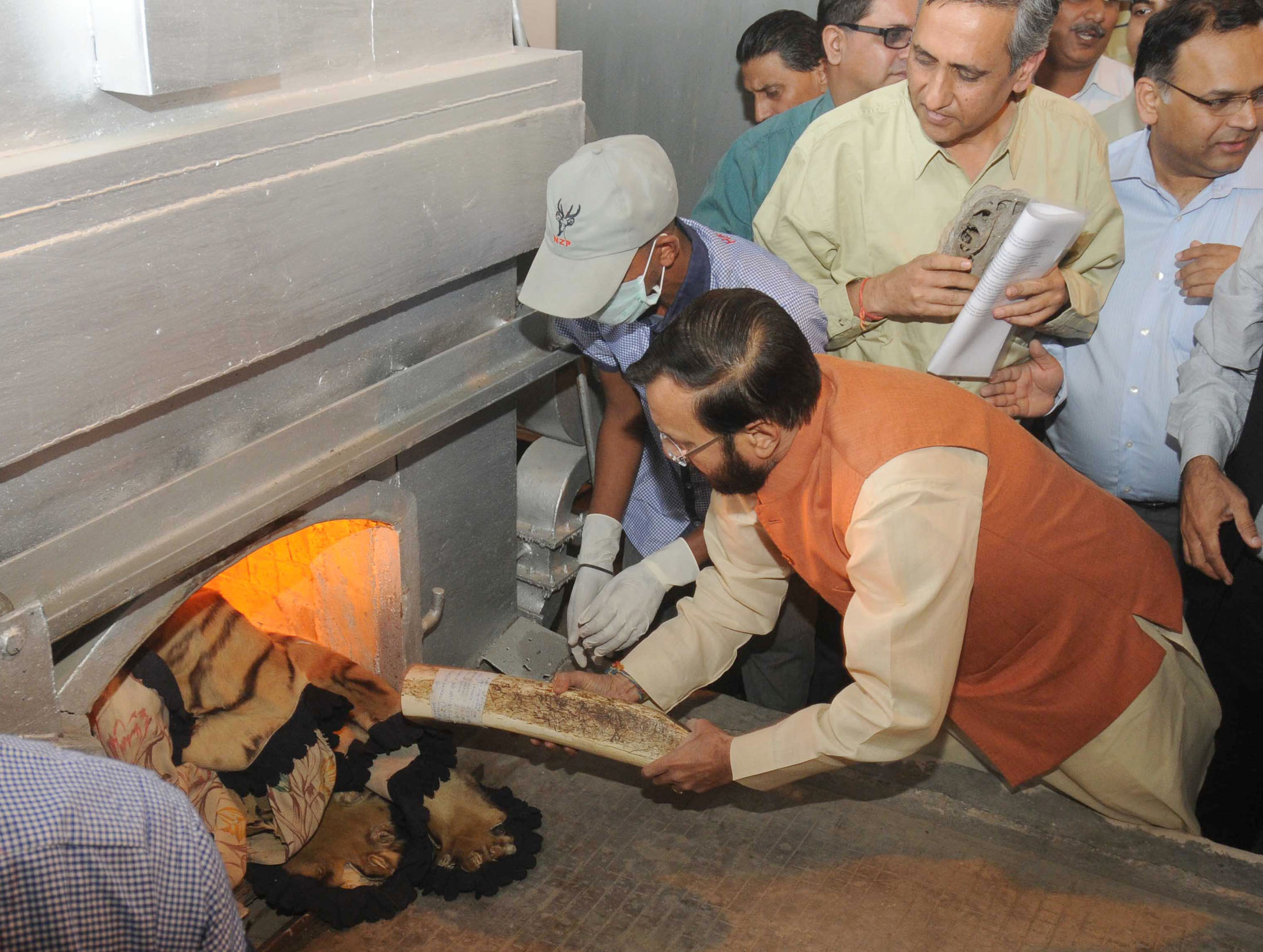
Incenerimento di prodotti illegali derivanti da attività bracconiere (Parco Zoologico Nazionale di New Delhi, 2014)
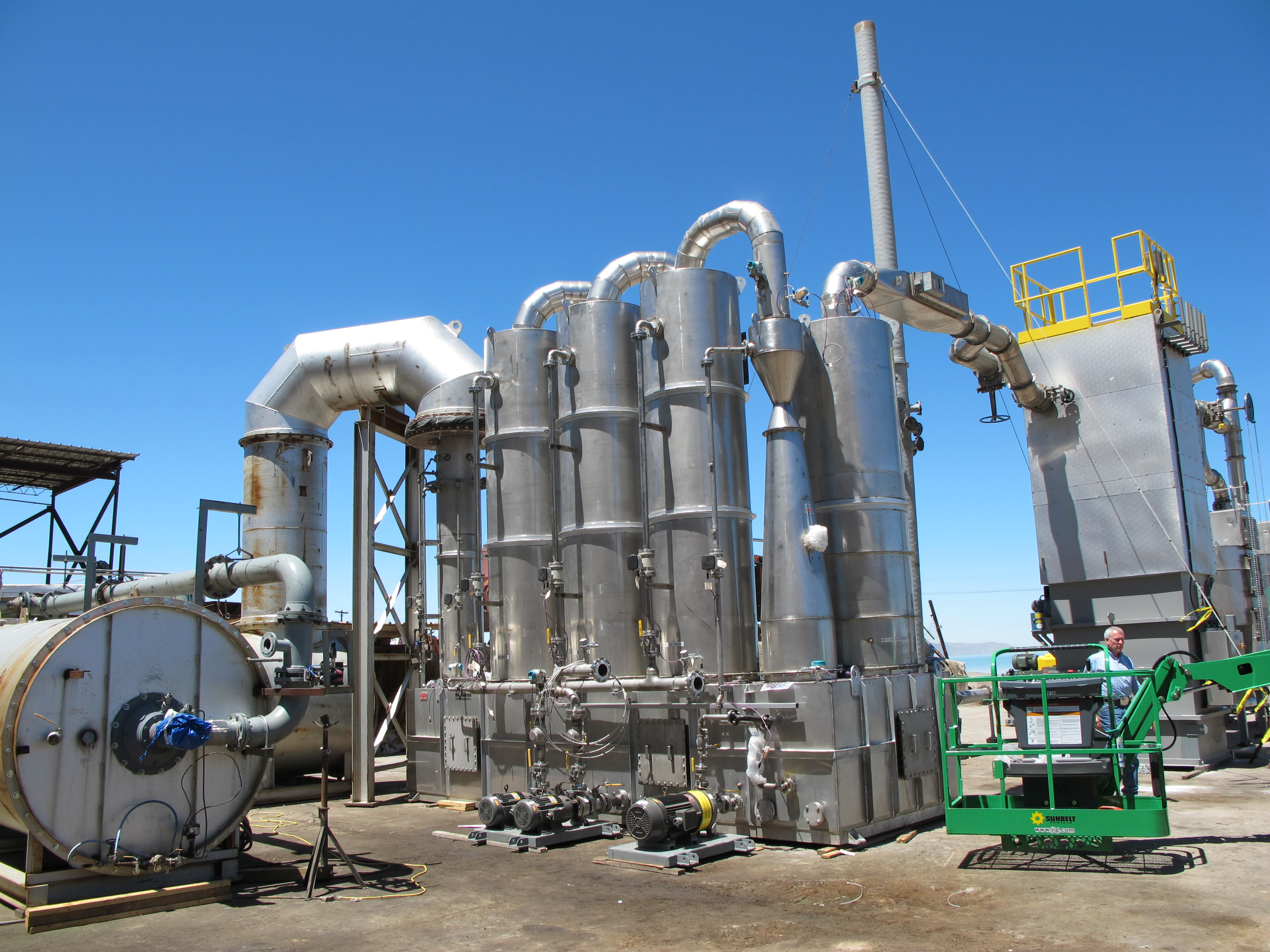
Esempio di inceneritore per rifiuti speciali liquidi: l'inceneritore Area Ten Liquid Incinerator (ATLIC), utilizzato per la distruzione di armi chimiche

### Fanghi di depurazione
La composizione dei fanghi di depurazione e, di conseguenza, le caratteristiche dell'inceneritore preposto al loro trattamento possono variare notevolmente a seconda che si tratti di fanghi provenienti da aree industriali o municipali.
Nel caso di tali rifiuti, l'impianto di incenerimento deve prevedere una sezione per ridurre il contenuto di liquido nei fanghi. Ciò può essere svolto attraverso apparecchiature che impiegano dei processi fisici, come decantatori, separatori centrifughi e filtropressa. Spesso tale processo è seguito da un ulteriore essiccatore termica e da un processo di digestione dei fanghi.

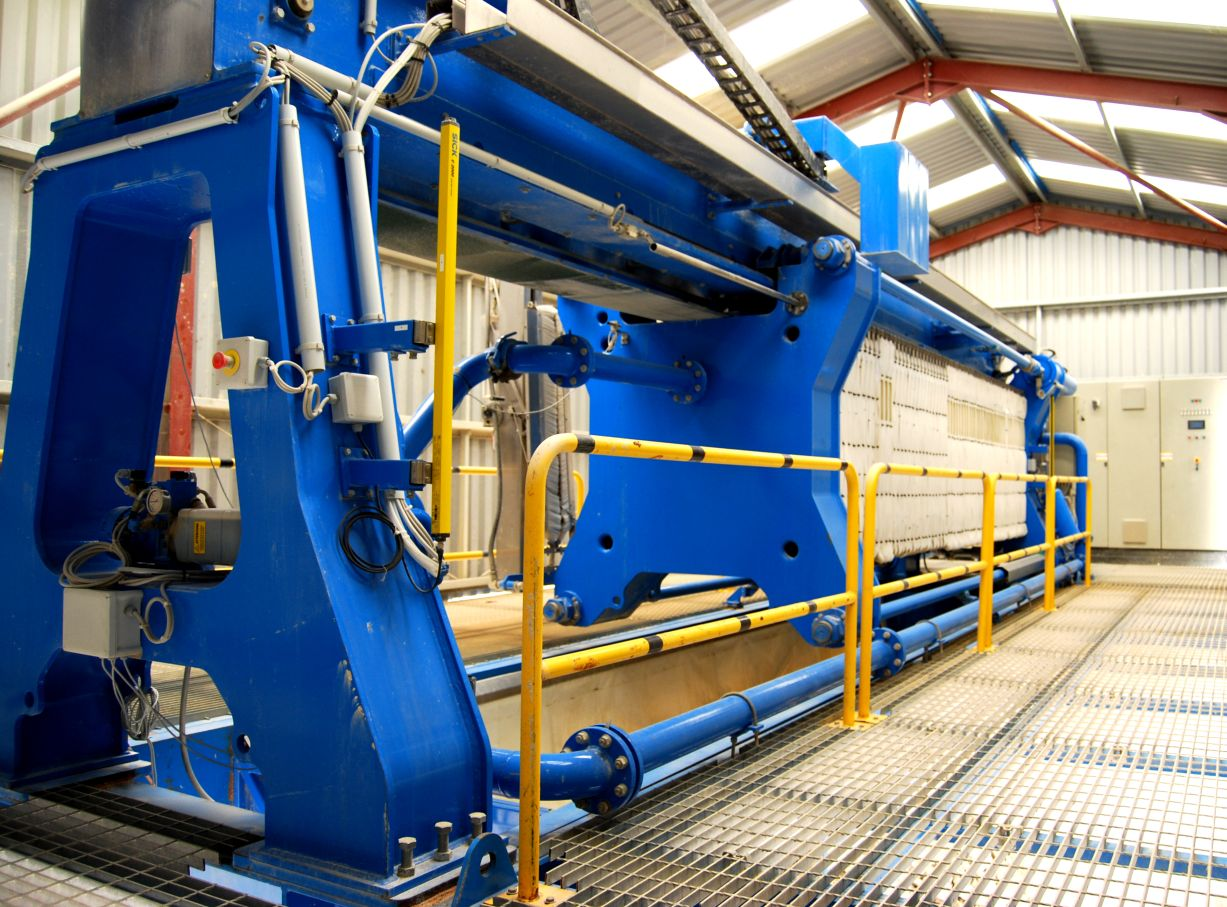
Un esempio di filtropressa.
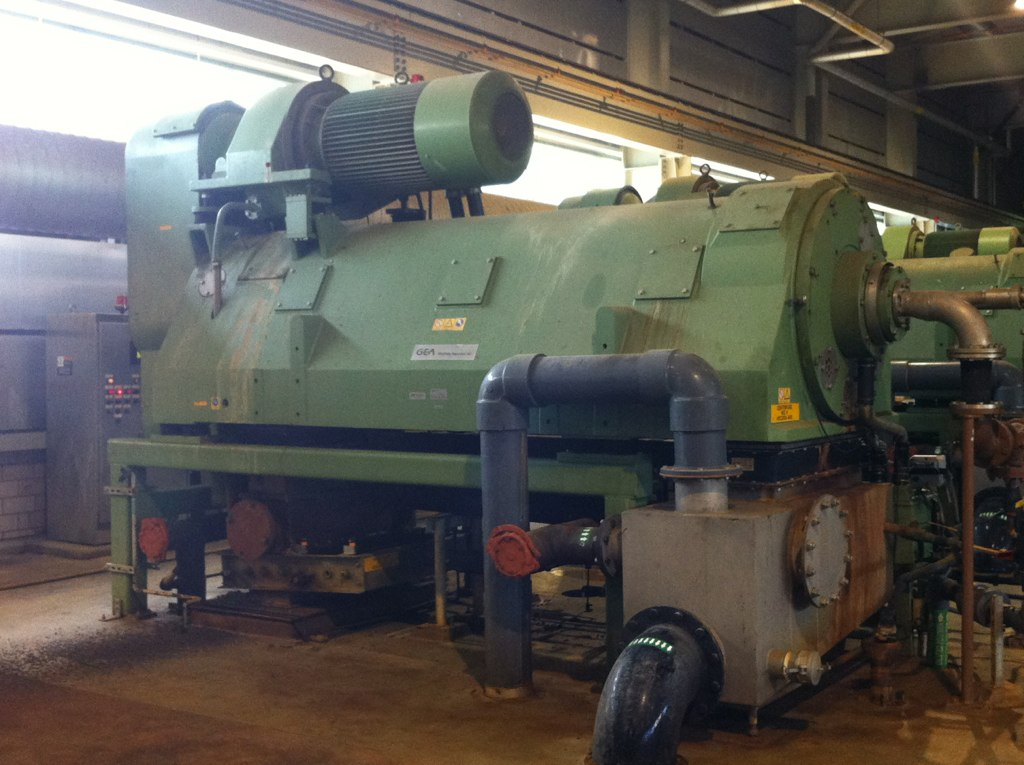
Trattamento di fanghi di depurazione all'interno di un separatore centrifugo.
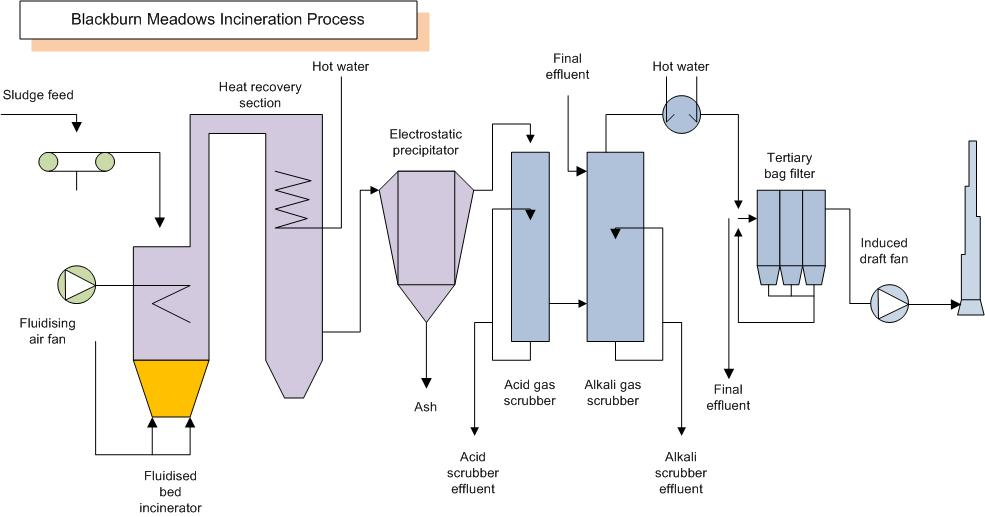
Schema di processo di un impianto di incenerimento di fanghi di depurazione tramite letto fluidizzato.

### Rifiuti medici
I rifiuti medici non potenzialmente infettivi sono talvolta trattati in impianti di incenerimento per RSU, mentre nel caso in cui siano potenzialmente infettivi, vengono trattati in particolari impianti di incenerimento dedicati a tale scopo. Tali impianti necessitano di opportune sezioni di lavaggio e disinfezione dei rifiuti e di zone segregate per lo stoccaggio e il trasferimento dei rifiuti. In alcuni casi sono inoltre necessarie delle zone di stoccaggio dotate di opportuni impianti di refrigerazione e congelamento dei rifiuti.
A causa dell'elevato quantitativo di liquidi che generalmente contengono, i rifiuti medici necessitano di tempi di incenerimento molto lunghi.

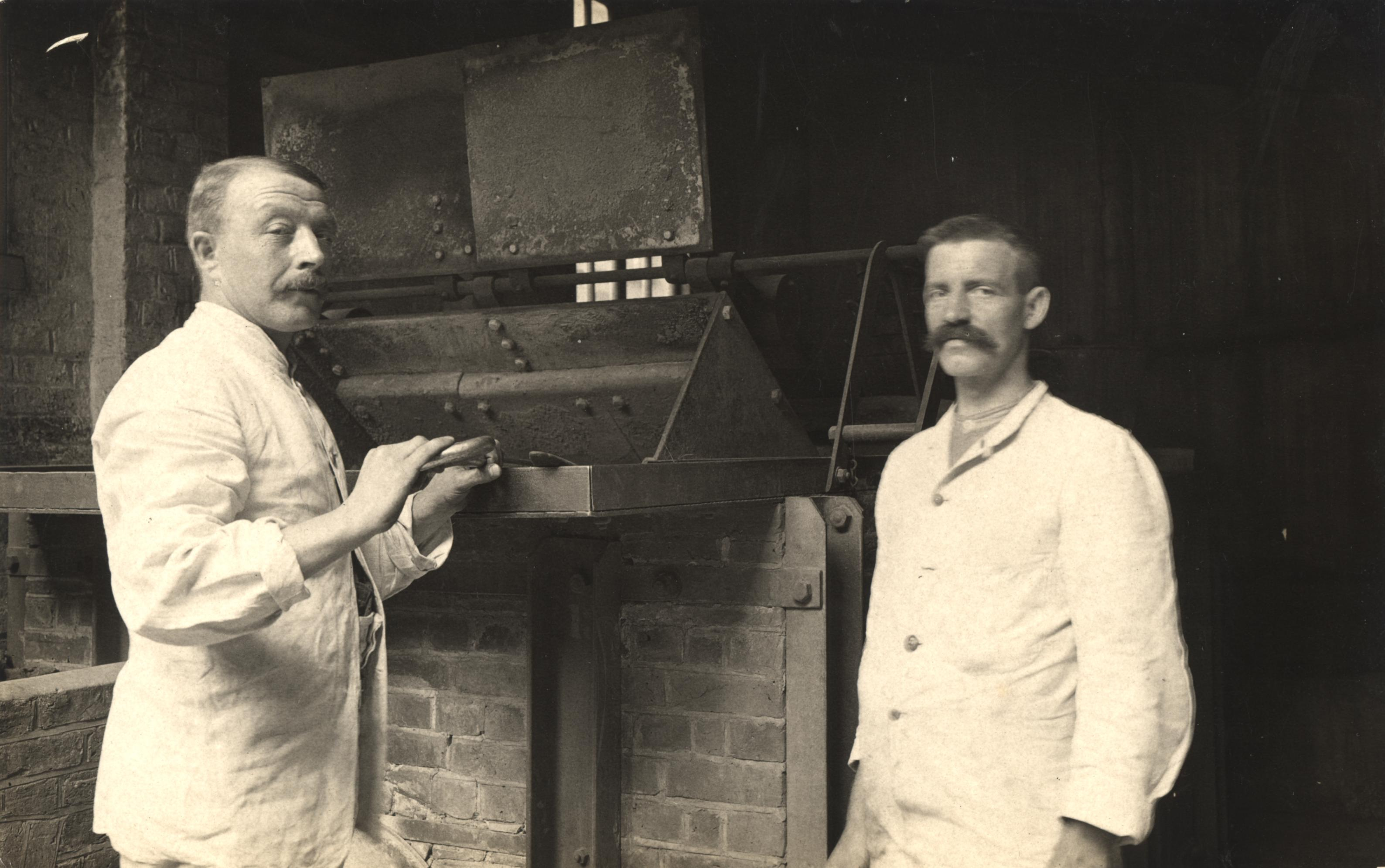
Due membri del King George Military Hospital, in Inghilterra, davanti ad un inceneritore per rifiuti medici (1915)
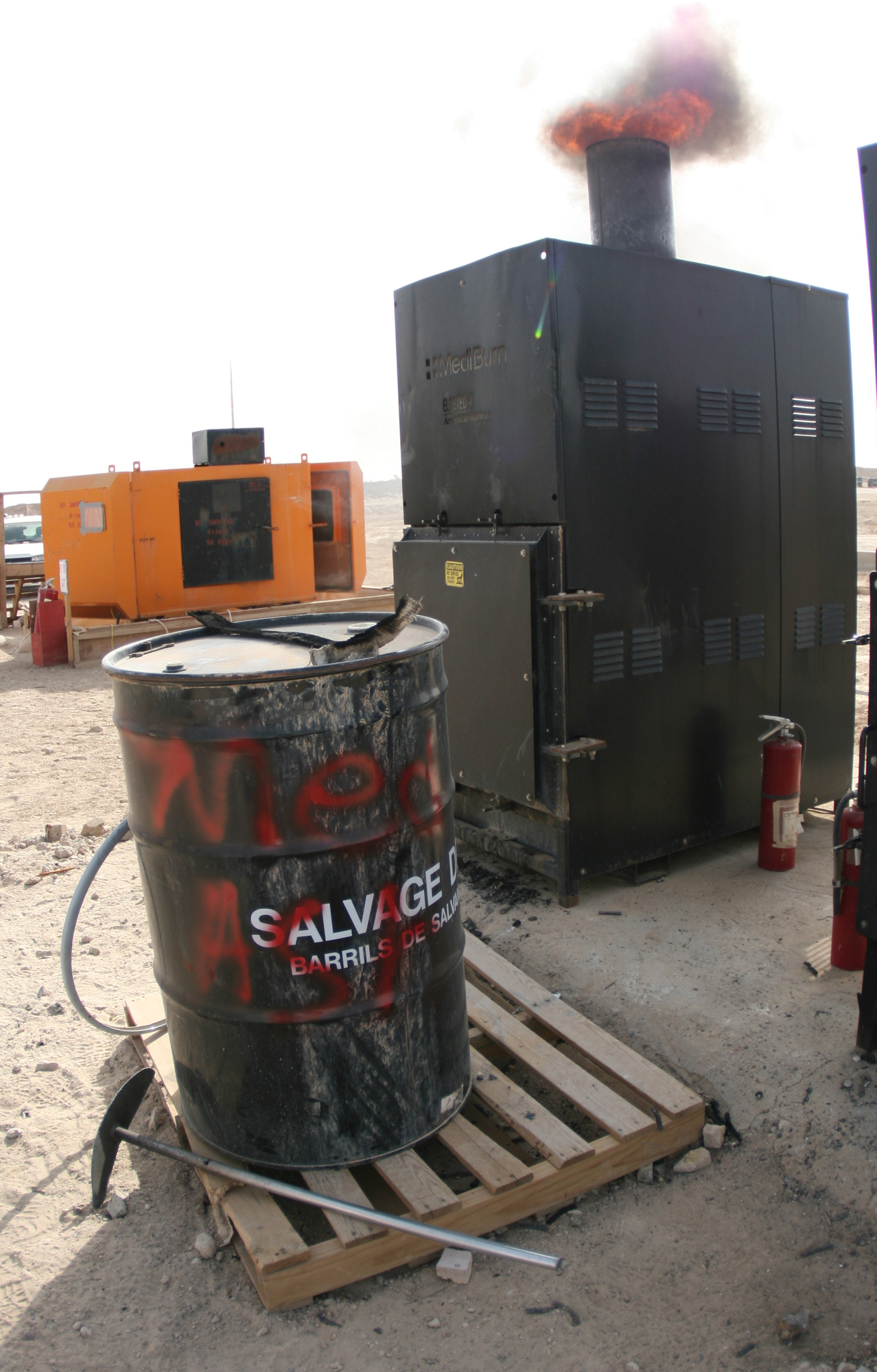
Incenerimento di rifiuti medici in Iraq.
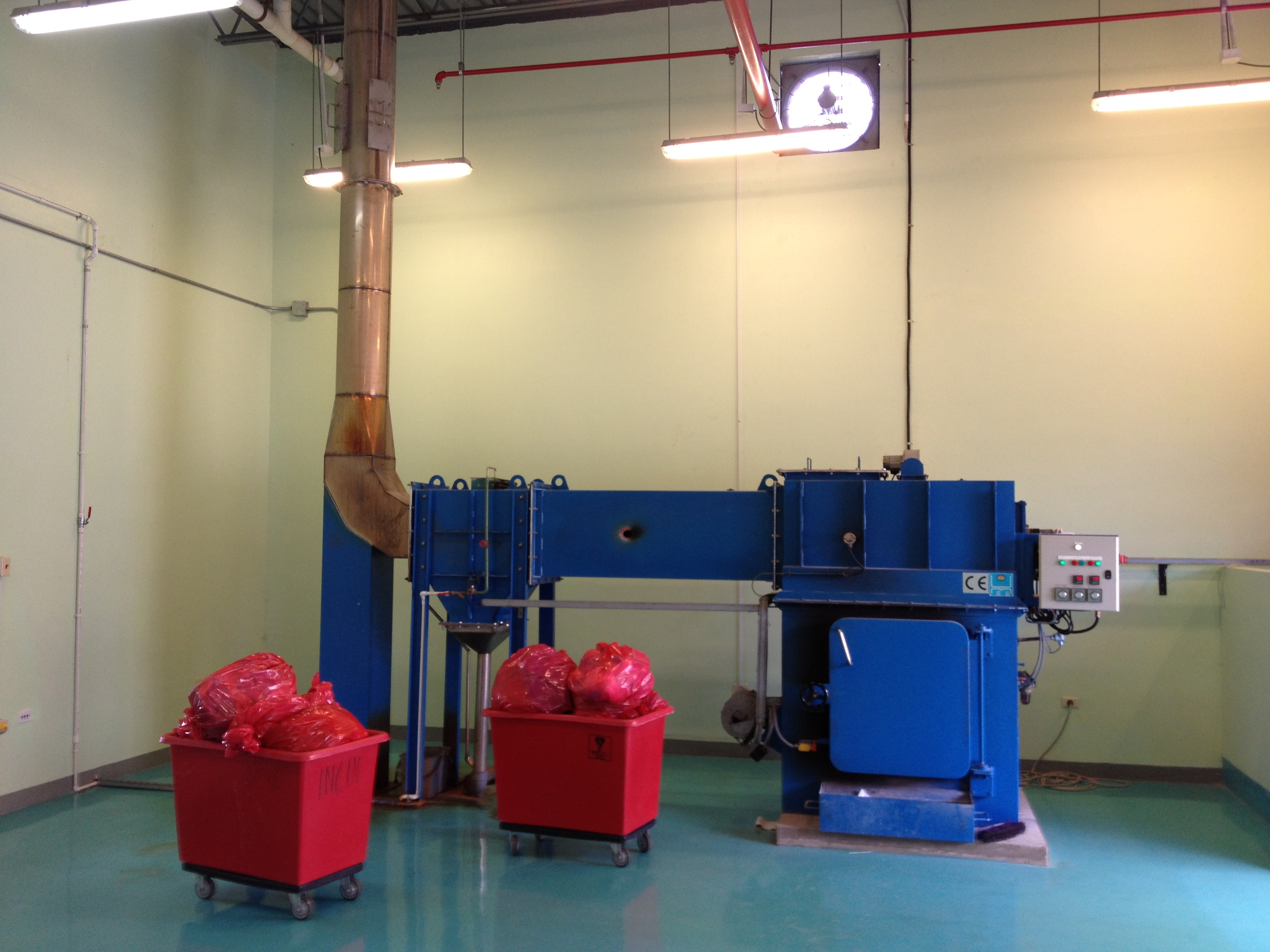
Inceneritore per rifiuti medici a Tobago.

## Tipologie costruttive
È possibile distinguere i seguenti tipi di inceneritore in base alla specifica tecnologia adoperata nella camera di combustione primaria.

### Inceneritore a griglie

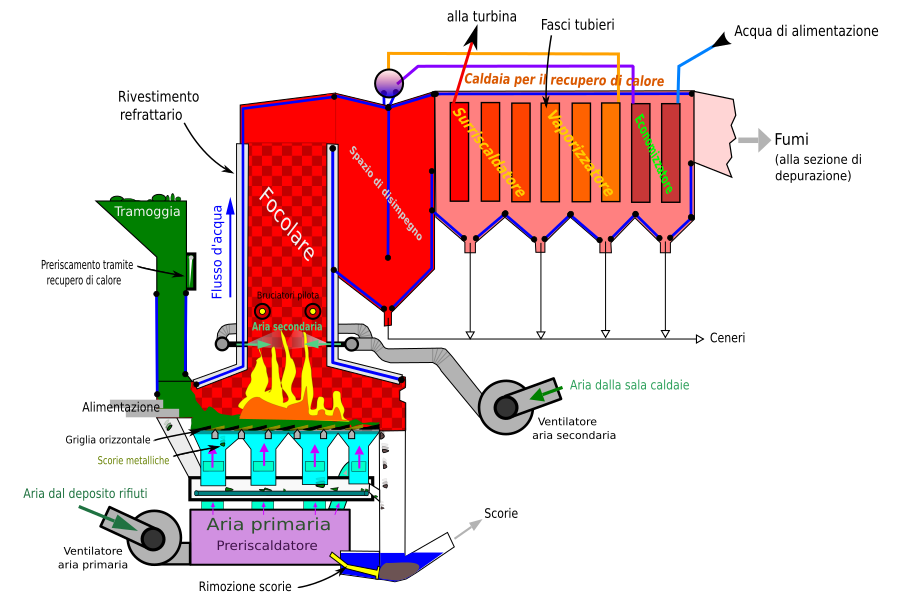
Schema di un inceneritore a griglie orizzontali.

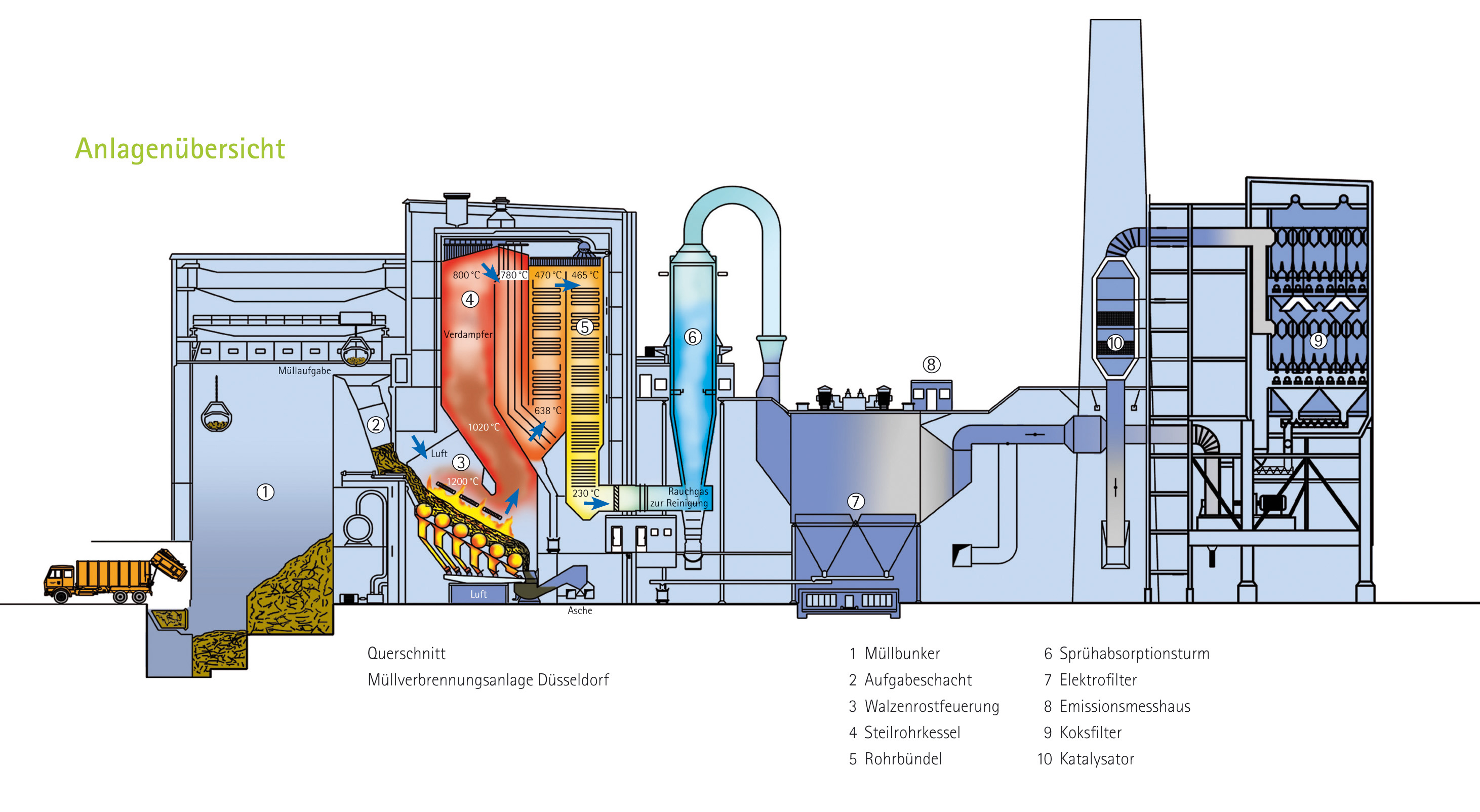
Schema di un impianto di incenerimento (da sinistra: zona di stoccaggio e miscelazione, camera di combustione, e sezione di trattamento degli effluenti gassosi).

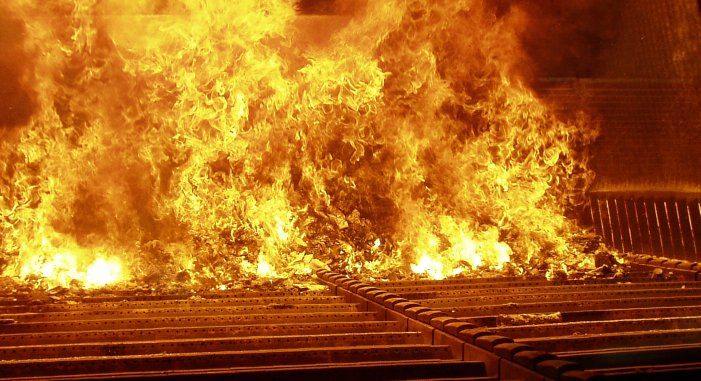
Interno del forno di un inceneritore a griglie.

Questi inceneritori possiedono un grosso focolare, con griglie metalliche normalmente a gradini formate da barre o rulli paralleli. La griglia può essere mobile o fissa e le zone attraversate possono essere progettate in modo da raggiungere temperature differenti, per ottenere riscaldamento graduale.
Il funzionamento di un inceneritore a griglie può essere suddiviso nelle seguenti fasi principali:
1. Arrivo dei rifiuti provenienti dagli impianti di selezione dislocati sul territorio (ma anche direttamente dalla raccolta del rifiuto): i rifiuti sono conservati in un'area dell'impianto dotato di sistema di aspirazione, per evitare il disperdersi di cattivi odori. Con un carroponte i materiali sono depositati nel forno attraverso una tramoggia, talvolta associata ad un convogliatore.[17] Può essere presente inoltre un'apposita valvola di non ritorno per evitare che le fiamme della fornace giungano all'esterno o che una quantità indesiderata di aria passi attraverso la tramoggia, alterando la percentuale di ossigeno all'interno della fornace, che è controllata in modo da garantire la combustione completa del combustibile ovvero massimizzare l'efficienza dell'impianto.[17] La portata di rifiuto alimentato è aggiustata attraverso un apposito sistema dosatore ad azionamento meccanico o idraulico.[17]
2. Combustione: il forno è solitamente dotato di una o più griglie mobili per permettere il continuo movimento dei rifiuti durante la combustione. Le griglie possono essere orizzontali o inclinate. Nel caso di griglie inclinate, possono essere progettate per muoversi nella direzione del movimento dei rifiuti o in direzione contraria,[18] a seconda che sia necessario aumentare o diminuire la velocità dei rifiuti. Una corrente d'aria forzata viene insufflata nel forno attraverso le aperture delle griglie (dal basso verso l'alto) in modo da apportare la quantità di ossigeno necessaria alla combustione, mantenendo alta la temperatura (generalmente compresa tra 850-1100 °C[19]). Per resistere meglio a tali temperature, spesso le griglie presentano un sistema di raffredammento interno ad aria o acqua.[20] Per mantenere tali temperature, qualora il potere calorifico del combustibile sia troppo basso, talvolta viene immesso del gas metano in una quantità variabile fra i 4 e 19 m³ per tonnellata di rifiuti. Accanto a una camera di combustione primaria viene associata una camera di combustione secondaria (camera di post-combustione), con lo scopo di completare la combustione dei fumi.
3. Produzione del vapore surriscaldato: la forte emissione di calore prodotta dalla combustione vaporizza l'acqua in circolazione nella caldaia posta a valle.
4. Produzione di energia elettrica: il vapore generato mette in movimento una turbina che, accoppiata a un motoriduttore e a un alternatore, trasforma l'energia termica in energia elettrica producendo corrente alternata per espansione del vapore surriscaldato.
5. Estrazione delle ceneri: le componenti dei rifiuti non combustibili vengono raccolte in una vasca piena d'acqua posta a valle dell'ultima griglia.[21] Le scorie, raffreddate in questo modo, sono quindi estratte e smaltite in discariche speciali. Separando preventivamente gli inerti dalla frazione combustibile si ottiene una riduzione delle scorie. L'acqua di raffreddamento (circa 2,5 m³/t) deve essere depurata prima di essere scaricata all'esterno. Le ceneri sono classificate come rifiuti speciali non pericolosi, mentre le polveri fini (circa il 4% del peso del rifiuto in ingresso) intercettate dai sistemi di filtrazione sono classificate come rifiuti speciali pericolosi. Entrambe sono smaltite in discariche per rifiuti speciali. Vi sono state esperienze di riuso delle ceneri pesanti.
6. Trattamento dei fumi: dopo la combustione i fumi caldi (circa il 140-150% in peso del rifiuto in ingresso[22]) passano in un sistema multi-stadio di filtraggio per l'abbattimento del contenuto di agenti inquinanti. Dopo il trattamento e il raffreddamento, i fumi vengono rilasciati nell'atmosfera a circa 140 °C.[23]

La combustione del materiale avviene nella zona al di sopra della griglia. La forma della camera di combustione viene studiata secondo il tipo di materiale che alimenterà l'impianto e il tipo di griglia usato per indirizzare il flusso d'aria principale. I tipi di camera di combustione possono essere:
- a corrente unidirezionale/parallela (l'aria viene guidata dall'ingresso del materiale fino all'estremità della camera di combustione)
- in controcorrente (l'aria fluisce in senso contrario al flusso dei rifiuti ed esce vicino all'inizio della grata)
- corrente centrale (l'aria entra da vari punti di iniezione secondari ed esce al centro della camera di combustione).

Il primo metodo garantisce un tempo di permanenza maggiore dei fumi di combustione nella camera e garantisce che passino per il punto più caldo; il secondo metodo favorisce il preriscaldamento e seccaggio del materiale; il terzo metodo è invece un compromesso tra i due metodi precedenti.
Una parte dell'aria necessaria alla combustione primaria viene fornita dal basso della griglia e questo flusso viene anche sfruttato per raffreddare la griglia stessa. Il raffreddamento è importante per il mantenimento delle caratteristiche meccaniche della griglia; molte griglie mobili sono raffreddate tramite un flusso interno di aria o acqua. In genere si usa acqua nel caso di rifiuti con potere calorifico particolarmente alto (maggiore di 12-15 MJ/kg). Oltre alla normale combustione primaria, viene effettuata anche una combustione secondaria mediante aria immessa ad alta velocità superiormente alla griglia allo scopo di portare a completamento la reazione di combustione, realizzando una condizione di eccesso di ossigeno e una turbolenza che assicura un mescolamento ottimale di combustibile e comburente. Le ceneri prodotte dalla combustione vengono raccolte e raffreddate in vasche piene d'acqua.
Gli inceneritori più vecchi e impiantisticamente più semplici consistevano in una camera di mattoni con una griglia posta rispettivamente sopra e sotto la raccolta delle ceneri. Quella posta superiormente, avente un'apertura in cima o lateralmente, veniva utilizzata per caricare il materiale da bruciare, mentre quella inferiore permetteva la rimozione del residuo solido incombusto tramite l'apertura laterale.
In confronto con gli altri tipi di inceneritori, gli impianti con griglie mobili sono quelli maggiormente sfruttati per i rifiuti urbani: circa il 90% degli impianti che trattano rifiuti urbani in Europa usano questa tecnologia e permettono, grazie al movimento dei rifiuti all'interno della camera di combustione, un'ottimizzazione della combustione stessa. Una singola griglia è in grado di trattare più di 35 t/h di rifiuti e può lavorare 8.000 ore l'anno con una sola sospensione dell'attività, per la durata di un mese, legata alla manutenzione e controlli programmati. La normativa europea richiede generalmente una temperatura di combustione di 850 °C (1100 °C per alcuni rifiuti pericolosi) e un tempo di permanenza di almeno due secondi.
A causa del continuo deposito di polveri sulle griglie, rispetto alle altre tipologie di inceneritore, gli inceneritori a griglie necessitano delle manutenzioni periodiche più frequenti.
Trattandosi di impianti che sfruttano il calore sviluppato dalla combustione, per il loro dimensionamento è necessario considerare sia il peso dei rifiuti (che costituiscono il combustibile), sia il loro potere calorifico, ovvero il calore sviluppato durante la combustione (in genere pari a circa 9000-13000 MJ/t). Ad esempio un inceneritore progettato per bruciare 100 000 t di rifiuti con potere calorifico di 13 000 MJ/t, può arrivare a bruciare anche il 45% in più se i rifiuti hanno un potere calorifico di 9 000 MJ/t.

### Inceneritore a letto fluido
vedi in dettaglio Fluidizzazione

Rappresentazione schematica di un letto fluido

La combustione a letto fluido è ottenuta inviando dal basso un forte getto di aria attraverso un letto di materiale inerte (ad esempio sabbia o cenere). In questa maniera il letto si espande e si solleva, mentre le particelle si mescolano e sono sotto continua agitazione. A questo punto vengono introdotti i rifiuti e il combustibile. Il sistema inerte/rifiuto/combustibile viene mantenuto in sospensione sul flusso di aria pompata e sotto violento mescolamento e agitazione, assumendo in tale modo caratteristiche simil-fluide (da cui il termine "letto fluido"). Questo processo è detto "fluidizzazione" ed è comunemente utilizzato anche in altri ambiti dell'industria chimica, ad esempio nella costruzione di Reattore chimico, Scambiatore di calore o Miscelatore.
Una camera di combustione a letto fluido permette di ridurre le emissioni di ossidi di zolfo (SOx) mescolando calcare o dolomite in polvere all'inerte: in tal modo infatti lo zolfo non viene ossidato formando gas, bensì precipita sotto forma di solfato. Tra l'altro, tale precipitato caldo permette di migliorare lo scambio termico per la produzione di vapore acqueo. Dato che il letto fluido consente anche di operare a temperature inferiori (intorno a 850-950 °C nello spazio sopra il letto fluido e una temperatura più bassa, fino a 650 °C, all'interno del letto fluido), operando a tali temperature è possibile ridurre le emissioni di ossidi di azoto (NOx).
Uno studio comparativo ha confrontato le emissioni di polveri sottili, caratterizzandone dimensione, composizione e concentrazione, e di elementi traccia relativamente all'utilizzo di una camera a griglie e di una camera a letto fluido (FBC) a monte dei sistemi di filtraggio. È emerso che le emissioni di particelle con diametro inferiore a 1 µm (PM1) sono approssimativamente quattro volte maggiori nel caso delle griglie, con valori di 1-1,4 g/Nm³ (grammi al normalmetrocubo) contro i 0,25-0,31 g/Nm³ del letto fluido. È stata misurata anche la quantità totale media di ceneri prodotte, che è risultata essere di 4,6 g/Nm³ nel caso del letto fluido e di 1,4 g/Nm³ nel caso delle griglie.
Il letto fluido ha il vantaggio di richiedere poca manutenzione e non necessita di parti in movimento. Possiede anche un rendimento leggermente superiore rispetto ai forni a griglia, ma richiede combustibile a granulometria piuttosto omogenea.
I tipi di letto fluido più sfruttati rientrano principalmente in due categorie: sistemi a pressione atmosferica (Fluidized Bed Combustion, FBC) e sistemi pressurizzati (Pressurized Fluidized Bed Combustion, PFBC). Questi ultimi sono in grado di generare un flusso gassoso ad alta pressione e temperatura in grado di alimentare una turbina a gas che può realizzare un ciclo combinato ad alta efficienza.

### Inceneritore a forno rotativo

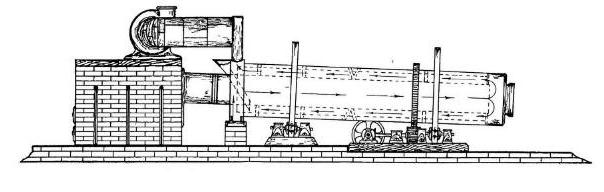
Schema di un forno rotativo

Gli impianti a forno rotativo sono molto versatili in quanto possono essere progettati per trattare diverse tipologie di rifiuti. Sono generalmente utilizzati nell'ambito dello smaltimento dei rifiuti industriali e speciali, ma anche rifiuti medici, mentre il loro impiego nel trattamento di RSU è meno comune.
Si hanno una o due camere di combustione, che operano generalmente a temperature comprese tra 850 e 1200 °C: la camera di combustione primaria consiste in un tubo cilindrico costruito in materiale refrattario inclinato di 5-15°, il cui movimento attorno al proprio asse di rotazione viene trasmesso ai rifiuti, per i quali normalmente è necessario un tempo di residenza all'interno del forno di circa 30-90 minuti. La rotazione fa accumulare all'estremità del cilindro le ceneri e il resto della frazione non combusta solida, che viene infine inviata all'esterno del forno. I gas passano invece in una seconda camera di combustione fissa. La camera di combustione secondaria è utilizzata per portare a completamento le reazioni di ossidazione in fase gassosa.
In relazione alla pericolosità del rifiuto trattato, le emissioni gassose possono richiedere un più accurato sistema di pretrattamento prima dell'immissione in atmosfera. Molte particelle tendono a essere trasportate insieme con i gas caldi; per questo motivo viene utilizzato un "post-bruciatore" dopo la camera di combustione secondaria per attuare un'ulteriore combustione.

### Inceneritore a focolare multi-step
Il nome di questa tecnologia è legato al passaggio su più focolari del materiale da trattare. I rifiuti vengono trasportati attraverso la fornace muovendo una dentatura meccanica disposta su braccia agitanti montate su un asse centrale rotante che si estende a una certa altezza dal focolare. I rifiuti in entrata vengono caricati da un'estremità, mentre i residui della combustione vengono asportati dall'altra estremità. Il carico/scarico dei rifiuti viene ripetuto automaticamente secondo il numero di focolari presenti.
Un tipo di inceneritore a focolare multi-step è il forno di pirolisi a piani, studiato originariamente per l'incenerimento di fanghi di varia natura (inclusi i fanghi biologici inattivati) ed occasionalmente usato nell'incenerimento di RSU.

### Inceneritori su piccola scala
Oltre alle applicazioni su larga scala, i processi di incenerimento sono svolti con impianti su piccola scala, utilizzati per il trattamento di una quantità limitata di rifiuti.
Il funzionamento di questi inceneritori è fondamentalmente analogo a quello degli impianti industriali, essendo provvisti di una camera di combustione, di un sistema per il trattamento dei fumi e di un camino per l'espulsione dei fumi in atmosfera.

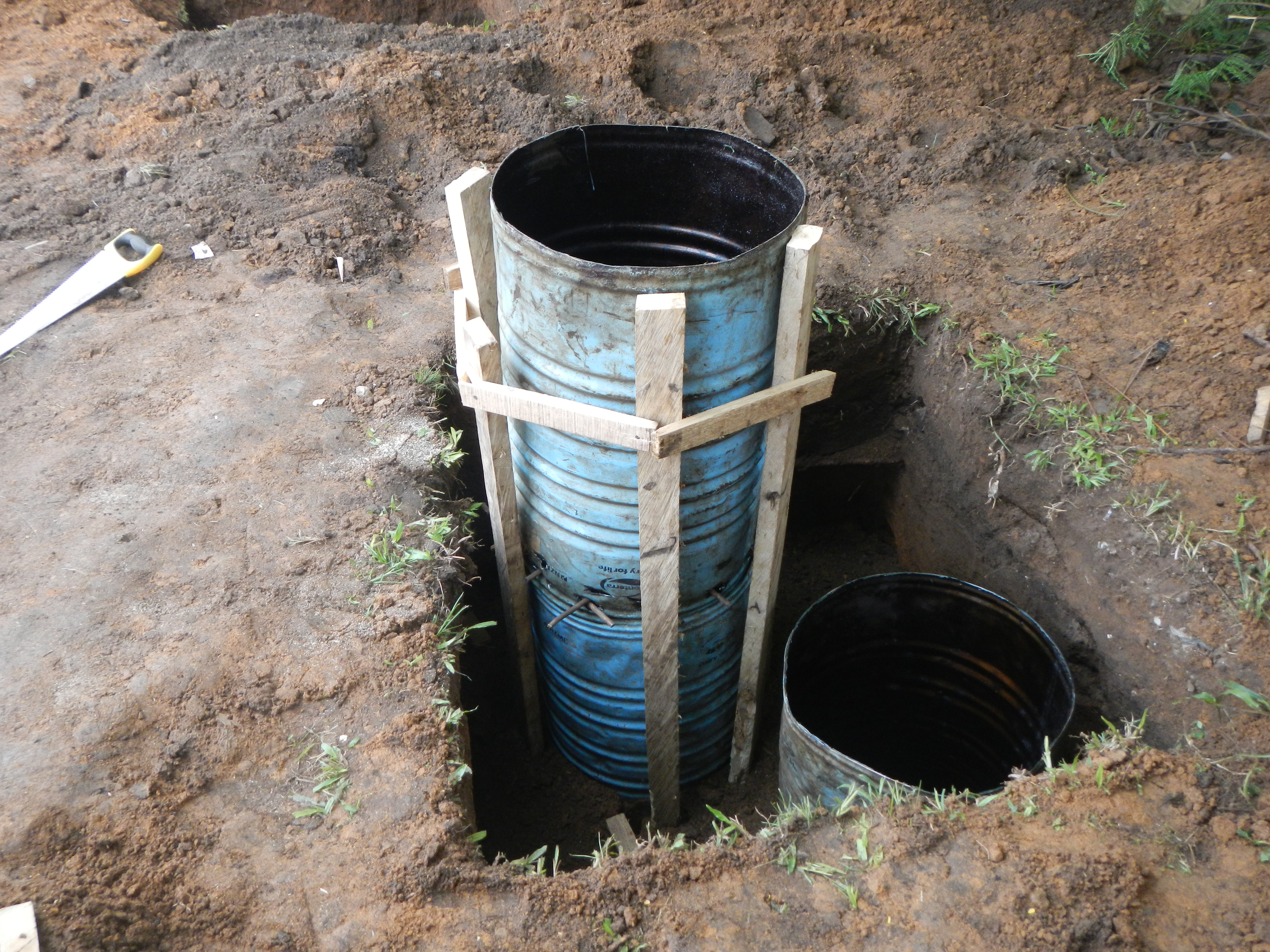
Pozzo inceneritore costruito con fusti in acciaio riciclato per bruciare rifiuti pericolosi e oggetti taglienti (Lagos, Nigeria).
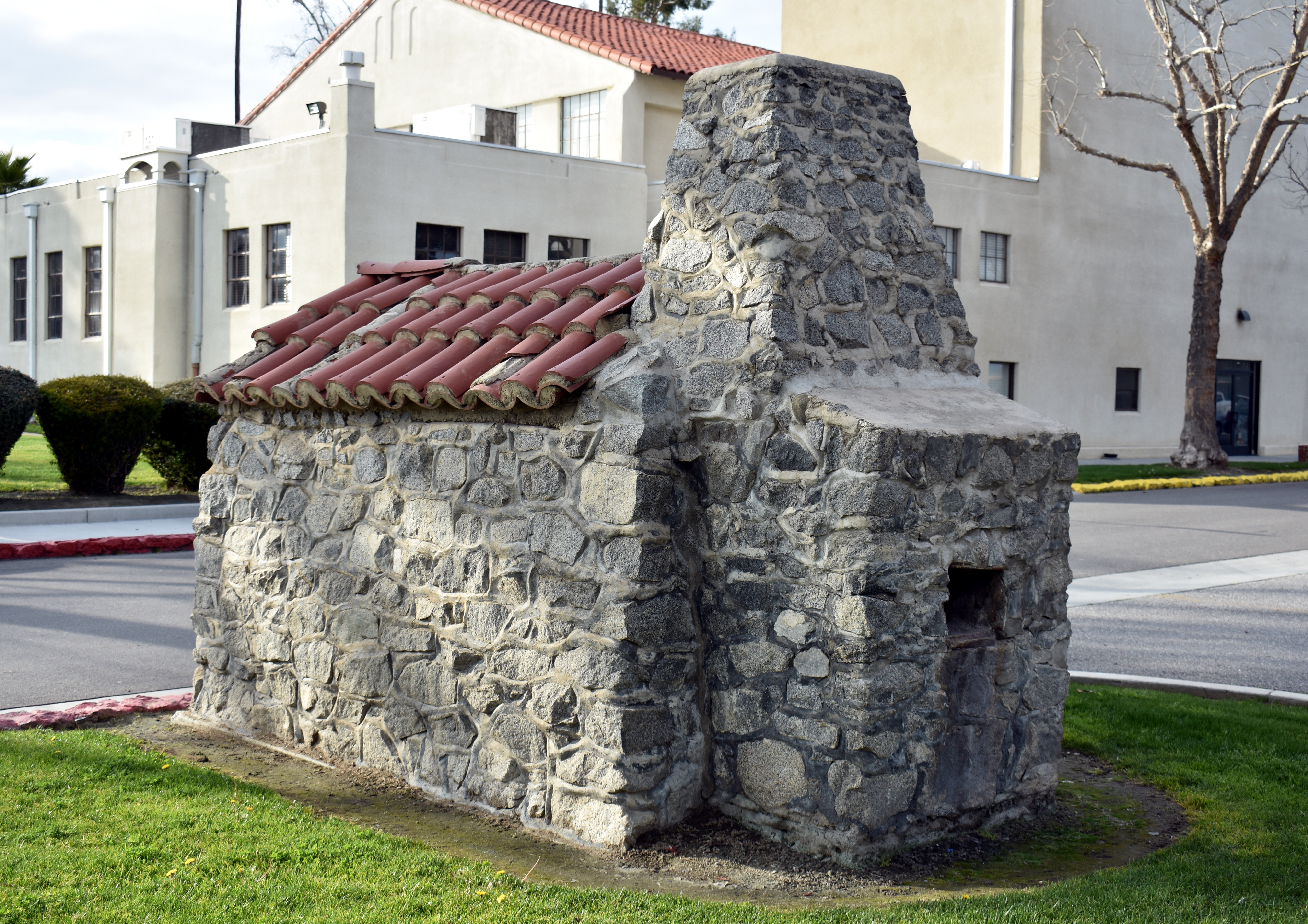
Inceneritore (non più utilizzato) a Perris, California.
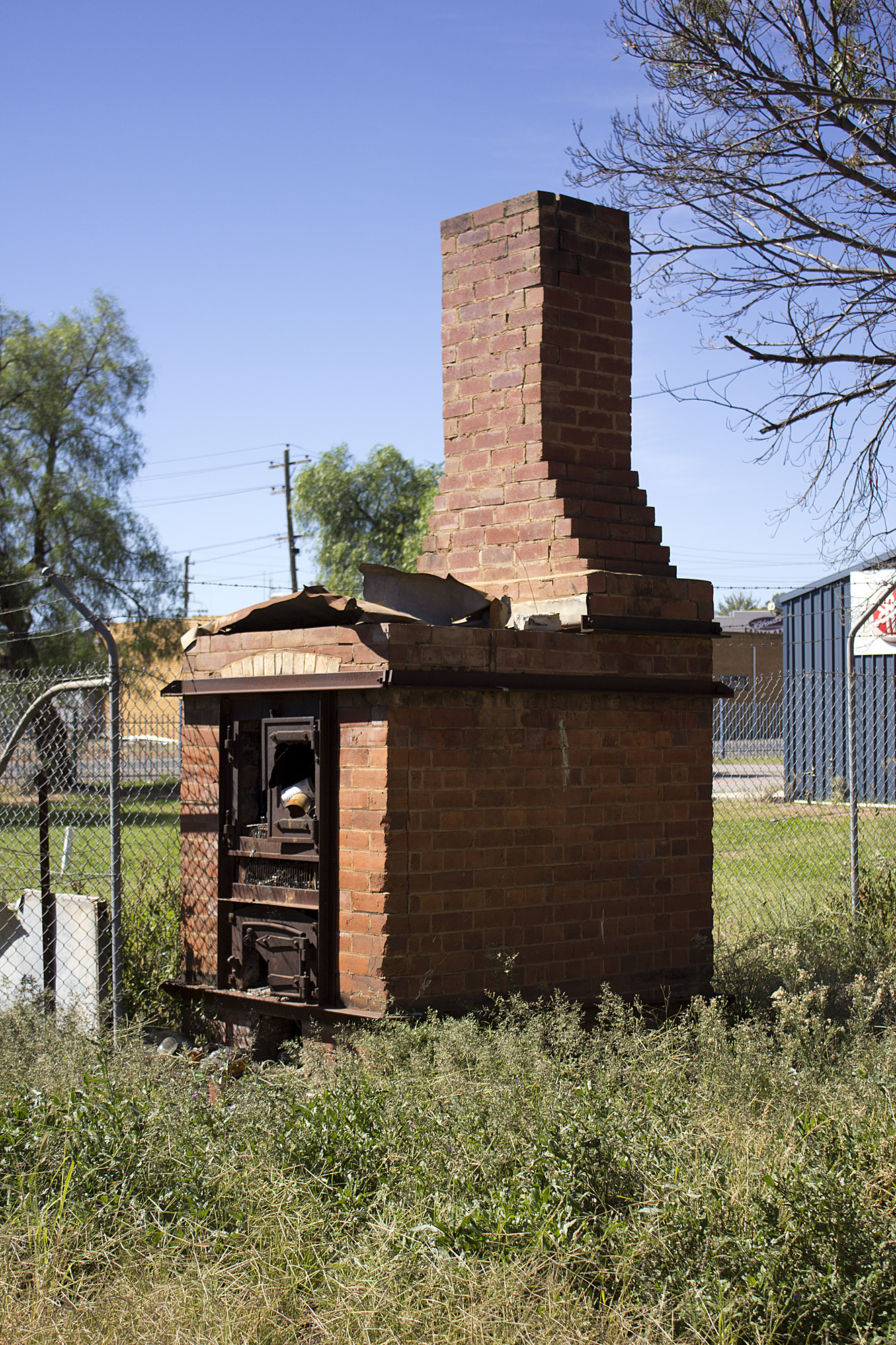
Inceneritore di rifiuti alla stazione ferroviaria di Leeton, Australia.
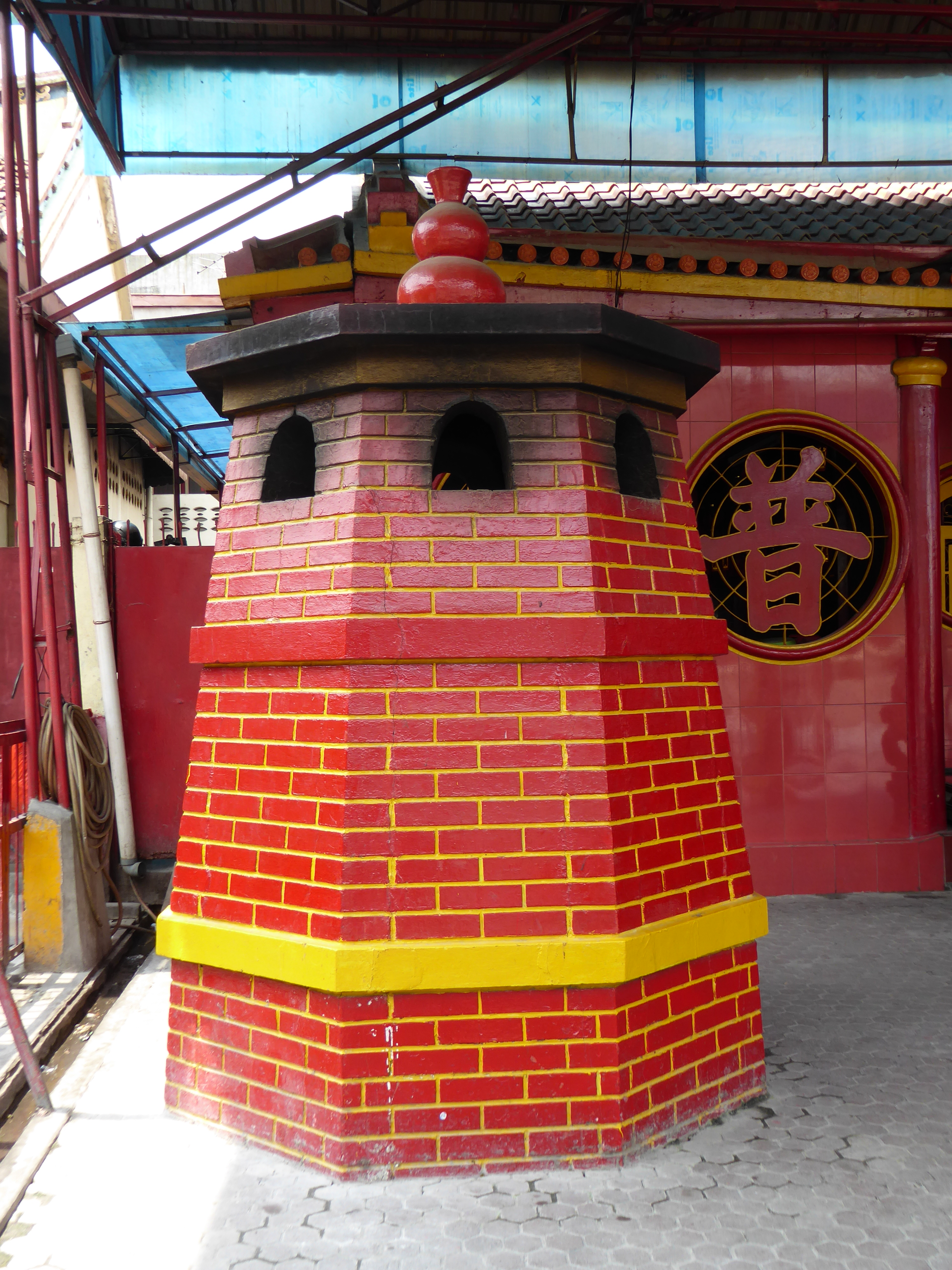
Inceneritore di banconote utilizzato per scopi rituali a Jakarta, Giava.
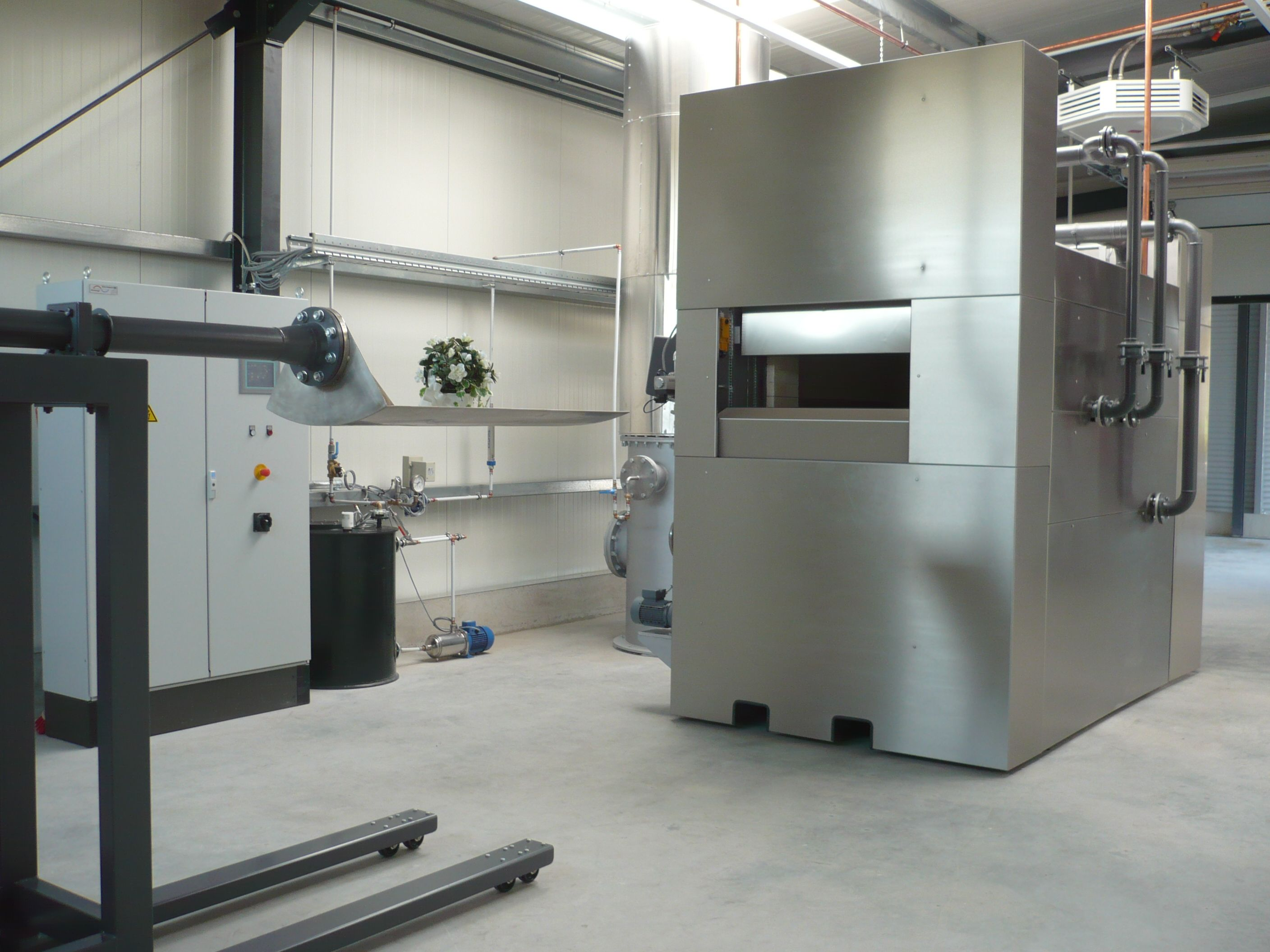
Inceneritore di carcasse animali.
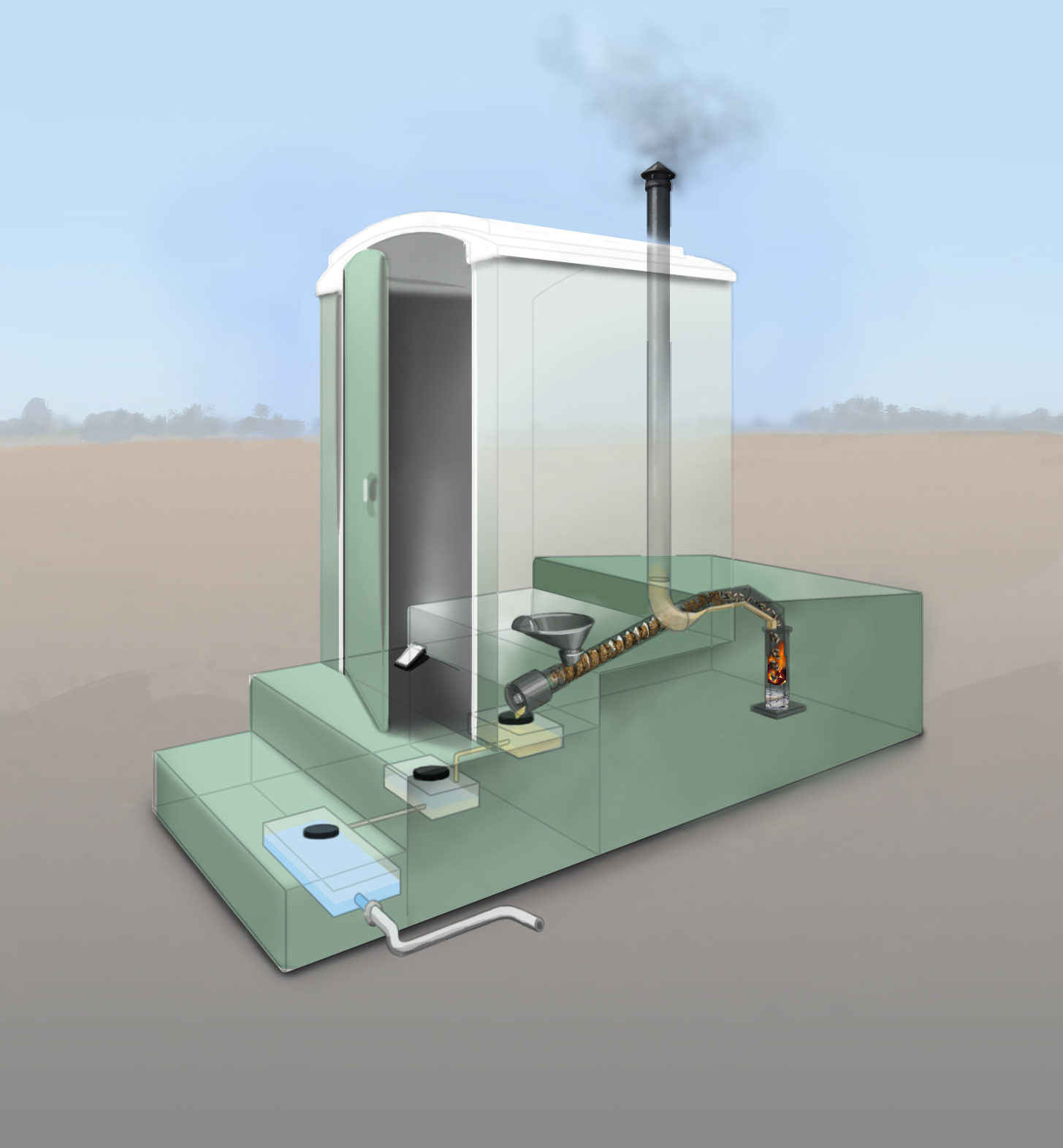
Schema di un WC inceneritore con sistema di recupero del calore per l'essiccazione e la disinfezione dei rifiuti organici.

### Navi inceneritore

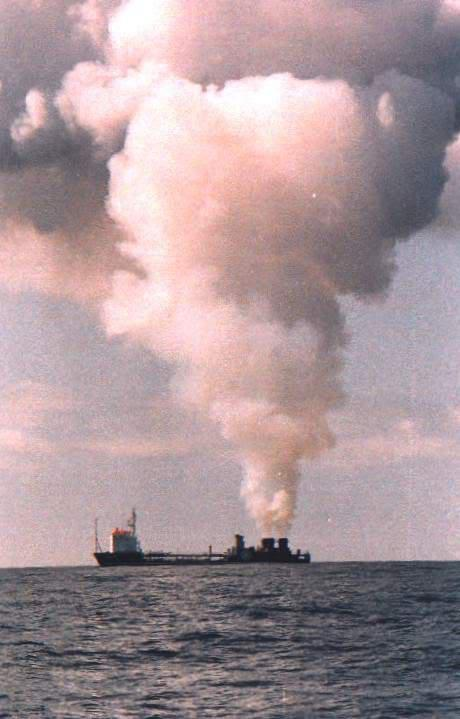
La nave Vulcanus II (IMO 8128913) durante l'incenerimento di rifiuti nel Mare del Nord.

Oltre agli inceneritori installati a terra, esistono anche inceneritori installati su imbarcazioni, che prendono il nome di "navi inceneritore". Un esempio di nave inceneritore è la M/T Vulcanus (IMO 5105295), progettata nel 1956 come fregata per poi essere trasformata e usata come nave inceneritore dal 1972 al 1990. Altro esempio di nave inceneritore è la nave Vulcanus II, da non confondersi con la precedente.

### Gassificatori
Un'alternativa agli impianti di incenerimento per combustione si ha con la gassificazione (da non confondersi con i rigassificatori per il gas naturale). In tali impianti i rifiuti vengono decomposti termochimicamente mediante l'insufflazione di una corrente azoto anche ossigeno, ad elevate temperature, ottenendo come prodotti finali un gas combustibile (detto gas di sintesi) e scorie solide. La gassificazione, che avviene in presenza di una certa quantità di ossigeno, può essere considerata come una tecnologia intermedia tra l'incenerimento e la pirolisi propriamente detta.
Esistono numerosi processi basati su gassificazione, più o meno diffusi e collaudati, che differiscono fra loro per tipo di rifiuto trattato, per emissioni e per prodotti di risulta (liquidi, gassosi, solidi), anche se ormai sono tecnologia ben sviluppata e collaudata dai primi tentativi. In generale la maggior parte di essi è caratterizzata dal fatto che il materiale da trattare deve essere finemente sminuzzato per essere uniformemente investito dalla corrente di azoto (pirolizzatori) o miscela di azoto e ossigeno (gassificatori). Le temperature operative sono in genere fra 400 e 800 °C nel caso della pirolisi e mentre per la gassificazione sono nettamente più elevate. Le emissioni delle due tecnologie sono sensibilmente differenti rispetto a quelle relative ad un inceneritore, e variabili in relazione agli specifici impianti e processi utilizzati nonché al tipo di materiale trattato.

#### Torcia al plasma
Un particolare tipo di gassificazione utilizza una torcia al plasma a temperature comprese fra i 7000 e i 13000 °C, che decompone del tutto le molecole organiche e vetrifica tutti i residui eliminando teoricamente le problematiche relative all'inquinamento, poiché non dovrebbe produrre nessun composto gassoso tossico o pericoloso come diossine, furani o ceneri diventando perciò un ottimo modo per trattare pneumatici, PVC, rifiuti ospedalieri e altri rifiuti industriali, nonché rifiuti urbani non trattati.
I punti critici di tali impianti sono però lo sfruttamento commerciale del materiale vetrificato e la produzione di nanopolveri, che possono sfuggire alla vetrificazione e sono presenti nei fumi in concentrazioni non ancora esattamente determinate.

### Pirolizzatori
gli impianti di pirolisi, sono in parte simili alla gassificazione, In tali impianti i rifiuti vengono decomposti termochimicamente mediante l'insufflazione di una corrente di azoto. In pratica mentre negli inceneritori il materiale viene riscaldato in presenza di ossigeno e avviene una combustione che genera calore e produce composti gassosi ossidati, negli impianti di pirolisi lo stesso riscaldamento viene effettuato in assenza totale di ossigeno e il materiale subisce la scissione dei legami chimici originari con formazione di molecole più semplici. Nel corso del tempo e in numerose zone si sono creati degli impianti con pirolizzatore, che si sono diffusi più o meno a seconda delle tipologie utilizzate, pur essendo tecnologia ben sviluppata e collaudata dalle prime applicazioni per il tempo trascorso.

## Sistemi di depurazione dei fumi

Schema di un ciclone

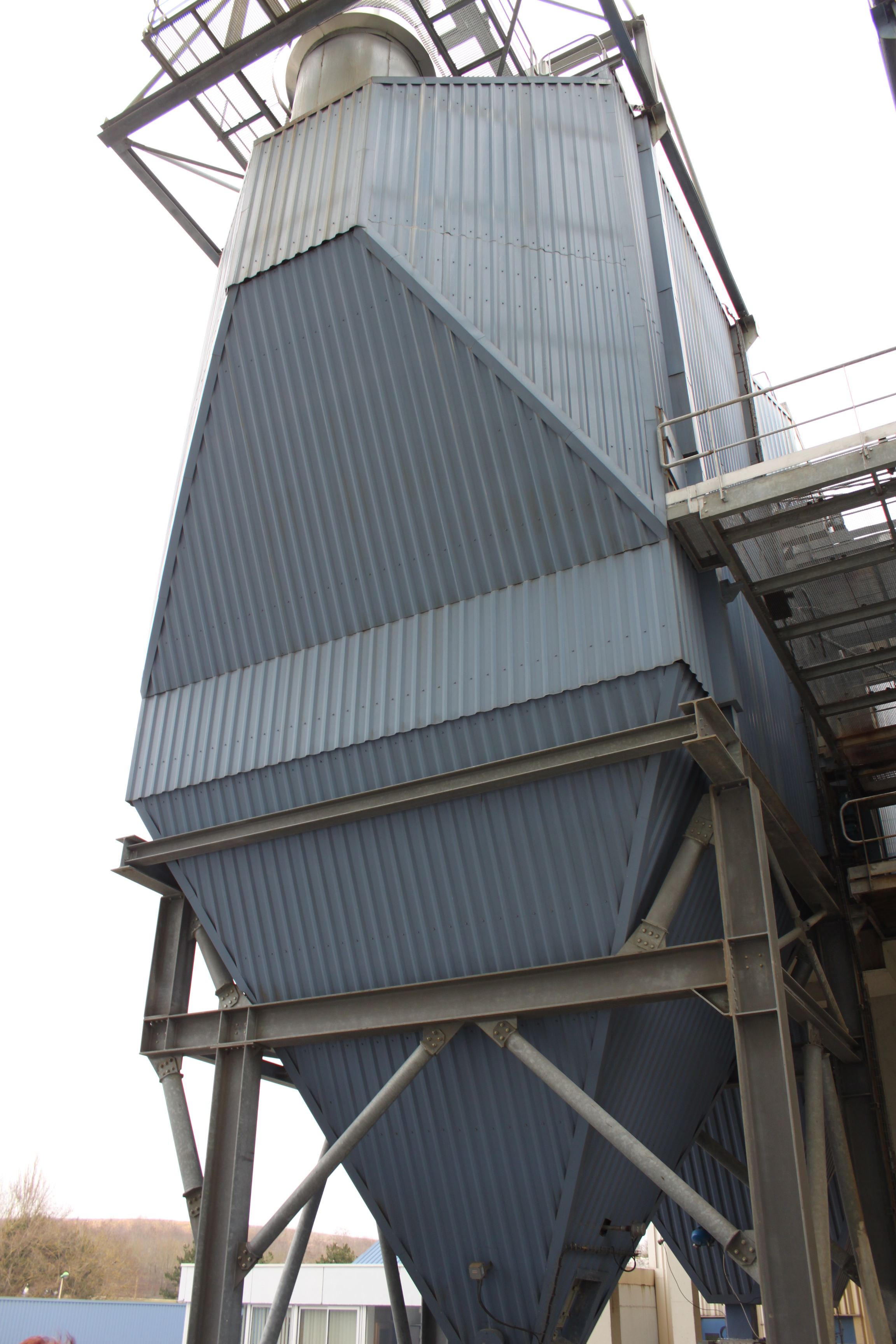
Elettrofiltro installato in un inceneritore a Digione, in Francia

I sistemi di depurazione dei fumi negli inceneritori sono costituiti da diverse sezioni di abbattimento disposte in serie e sono pertanto detti "multistadio". Ogni sezione è concepita per abbattere un certo tipo di inquinanti. In base alla natura chimico-fisica della sostanza da abbattere, si può procedere con metodi fisici o metodi chimici; i metodi chimici consistono generalmente in reazioni chimiche con opportuni reagenti allo scopo di trasformare le sostanze inquinanti in altre sostanze non nocive, relativamente inerti e facilmente separabili.
Questi sistemi si suddividono in base al loro funzionamento in: semisecco, secco, umido e misto.
A partire dagli anni ottanta si è affermata l'esigenza di rimuovere i macroinquinanti presenti nei fumi della combustione (ad esempio ossido di carbonio, ossidi di azoto e gas acidi come l'anidride solforosa) e di perseguire un più efficace abbattimento delle polveri in relazione alla loro granulometria. Si è passati dall'utilizzo di sistemi, quali cicloni e multicicloni, con efficienze massime di captazione delle polveri rispettivamente del 70% e dell'85%, ai precipitatori elettrostatici (ESP) o filtri a maniche, che garantiscono efficienze notevolmente superiori (fino al 99% e oltre).
In aggiunta, sono state sviluppate misure di contenimento preventivo delle emissioni, ottimizzando le caratteristiche costruttive dei forni e migliorando l'efficienza del processo di combustione. Questo risultato si è ottenuto attraverso l'utilizzo di temperature più alte (con l'immissione di discrete quantità di metano), di maggiori tempi di permanenza dei rifiuti in regime di alte turbolenze e grazie all'immissione di aria secondaria per garantire l'ossidazione completa dei prodotti della combustione.
Tuttavia l'aumento delle temperature, se da un lato riduce la produzione di certi inquinanti (per esempio diossine), dall'altra aumenta la produzione di ossidi di azoto e soprattutto di particolato il quale quanto più è fine, tanto più difficile è da intercettare anche per i più moderni filtri, per cui si deve trovare un compromesso, considerato anche che il metano usato comunque ha un costo notevole. Per questi motivi talvolta gli impianti prevedono postcombustori a metano e/o catalizzatori che abbassano la temperatura di reazione fino a circa 900 °C.

### Abbattimento degli NOx
La formazione di ossidi d'azoto (NOx) aumenta quasi esponenzialmente al crescere della temperatura di combustione.
Per l'abbattimento degli ossidi di azoto possono essere utilizzati processi di tipo catalitico o non catalitico.
I processi catalitici comunemente utilizzati sono chiamati riduzione selettiva catalitica (SCR), che consiste nell'utilizzo di un reattore a valle della linea di depurazione in cui viene nebulizzata ammoniaca (NH3), che, miscelandosi con i fumi e attraversando gli strati dei catalizzatori, trasforma alla temperatura di 300 °C gli ossidi di azoto in acqua (H2O) e azoto gassoso (N2), gas innocuo che compone circa il 79% dell'atmosfera. Visto che è possibile che una certa quantità di ammoniaca non reagita sfugga dal camino ("ammonia slip"), sono state elaborate altre metodiche che non fanno uso di ammoniaca quale reagente o che prevedono un suo ulteriore abbattimento tramite un altro processo catalitico.
I processi non catalitici comunemente utilizzati sono invece chiamati riduzione selettiva non catalitica (SNCR); tale tecnologia presenta minori costi di impianto (a causa dell'assenza del catalizzatore) e perché presenta il vantaggio di non dover smaltire i catalizzatori esausti; dall'altra parte, ha un'efficacia inferiore rispetto ai sistemi SCR. Si svolge con l'iniezione di un reagente (urea, che ad alta temperatura si dissocia in ammoniaca) in una soluzione acquosa in una zona dell'impianto in cui la temperatura è compresa fra 850 e 1.050 °C, con la conseguente riduzione degli ossidi di azoto in azoto gassoso e acqua. Altri processi non catalitici sfruttano la riduzione con ammoniaca attuata tramite irraggiamento con fascio di elettroni o tramite l'utilizzo di filtri elettrostatici.

### Abbattimento dei microinquinanti

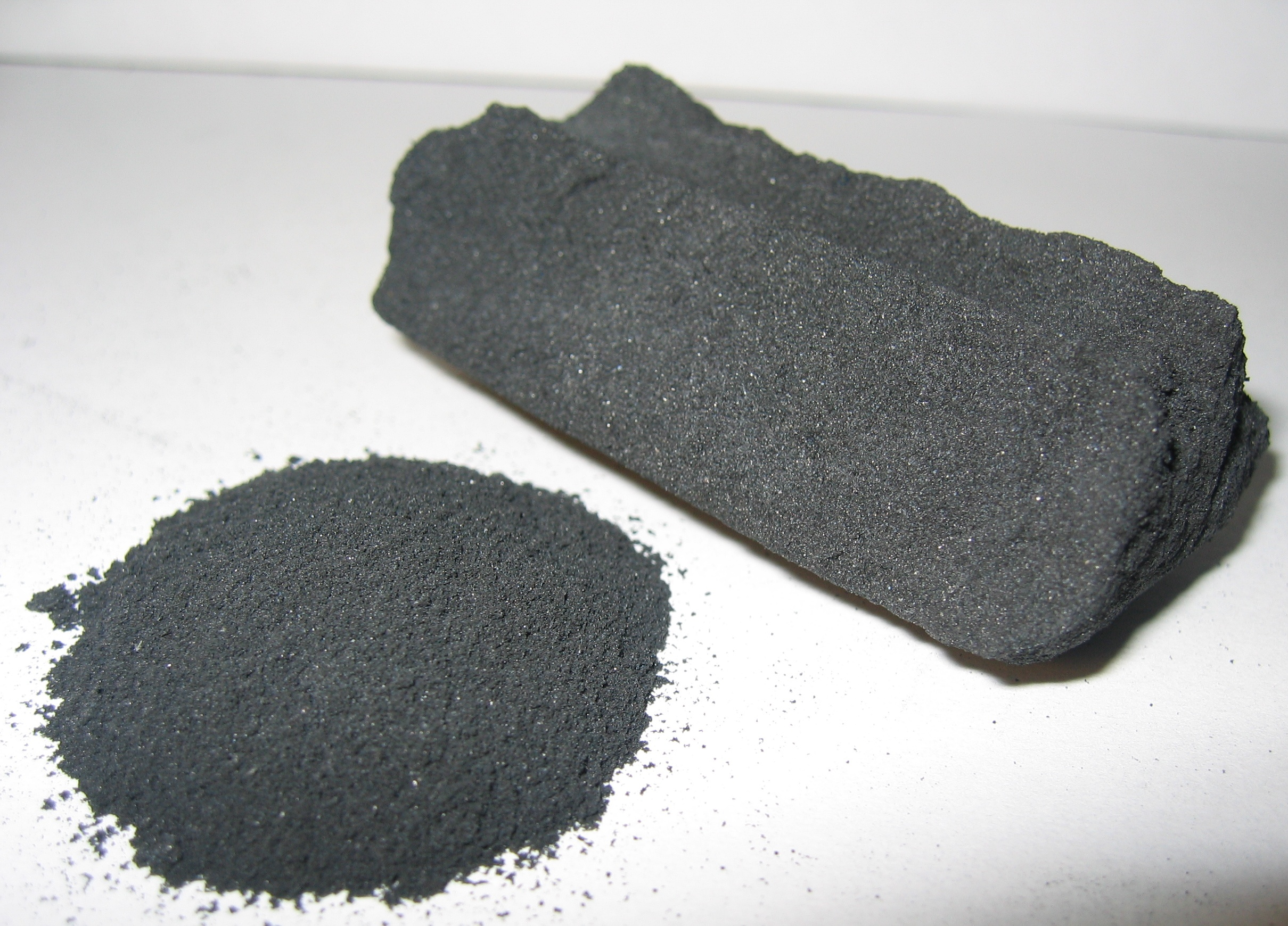
Carbone attivo

Struttura del carbone attivo al microscopio

Altri sistemi sono stati messi a punto per l'abbattimento dei microinquinanti come metalli pesanti (mercurio, cadmio, ecc.) e diossine.
Riguardo ai primi, presenti sia in fase solida che di vapore, la maggior parte di essi viene fatta condensare nel sistema di controllo delle emissioni e si concentra nel cosiddetto "particolato fine" (ceneri volanti). Il loro abbattimento è poi affidato ad un depolveratore che arriva a garantire una rimozione superiore al 99% delle PM10 prodotte, senza però rimuovere le nanopolveri (PM 0,1). Per tale motivo le polveri emesse sono considerate particolarmente nocive.
Per quanto riguarda l'abbattimento delle diossine e dei furani, il controllo dei parametri della combustione e della post-combustione (aumento della temperatura a oltre 850 °C), è accompagnato nei nuovi impianti da una separazione di adsorbimento chimico con carbone attivo, cioè facendo legare chimicamente le molecole di diossine e furani sulla superficie del materiale adsorbente, che è costituito da carbone attivo, il quale rispetto al carbone comunemente detto presenta un'elevata area superficiale (fino a 600 m² di superficie ogni grammo), funzionando quindi come una specie di "spugna". Anche qui la filtrazione della polvere di carbone esausta è affidata al depolveratore, in quanto i carboni esausti (cioè impregnati di diossine) sono altamente nocivi e sono considerati rifiuti speciali pericolosi, da smaltire in discariche speciali.
Sono allo studio metodi di lavaggio dei fumi in soluzione oleosa per la cattura delle diossine che sfruttino la loro spiccata solubilità nei grassi.

### Abbattimento delle polveri

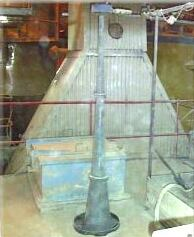
Un precipitatore di polveri

La pericolosità delle polveri prodotte da un inceneritore è potenzialmente estremamente elevata. Questo è confermato dai limiti particolarmente severi imposti dalla normativa per i fumi, limitata però alle polveri totali senza discriminare le relative dimensioni delle stesse.
Infatti, se da un lato la combustione dei rifiuti produce direttamente enormi quantità di polveri dalla composizione chimica varia, dall'altra alcune sezioni dei sistemi di filtrazione ne aggiungono di ulteriori (in genere calce o carboni attivi) per assorbire metalli pesanti e diossine come sopra spiegato. Pertanto, le polveri finiscono per essere un concentrato di sostanze pericolose per la vita umana ed animale.
Per tali motivi, l'importanza e l'efficacia dei depolveratori è molto elevata. Vengono in genere usati sia filtri elettrostatici (dagli elevati consumi elettrici, poco efficaci su ceneri contenenti poco zolfo ma in generale abbastanza efficaci se frequentemente ripuliti), sia filtri a maniche (non adatti ad alte temperature e soggetti ad intasamento). Attualmente la legge non prevede limiti specifici per le polveri fini (PM10, ecc.) per cui la reale efficacia di tali sistemi su queste particelle è oggetto di dibattiti accesi. Tuttavia il rispetto della legge vigente è, in genere, ampiamente garantito.
In ogni caso, le polveri trattenute devono essere smaltite in discariche per rifiuti speciali pericolosi: in taluni casi vengono smaltite all'estero (in Germania le miniere di salgemma vengono usate per questo oltre che per i rifiuti radioattivi).

## Scorie

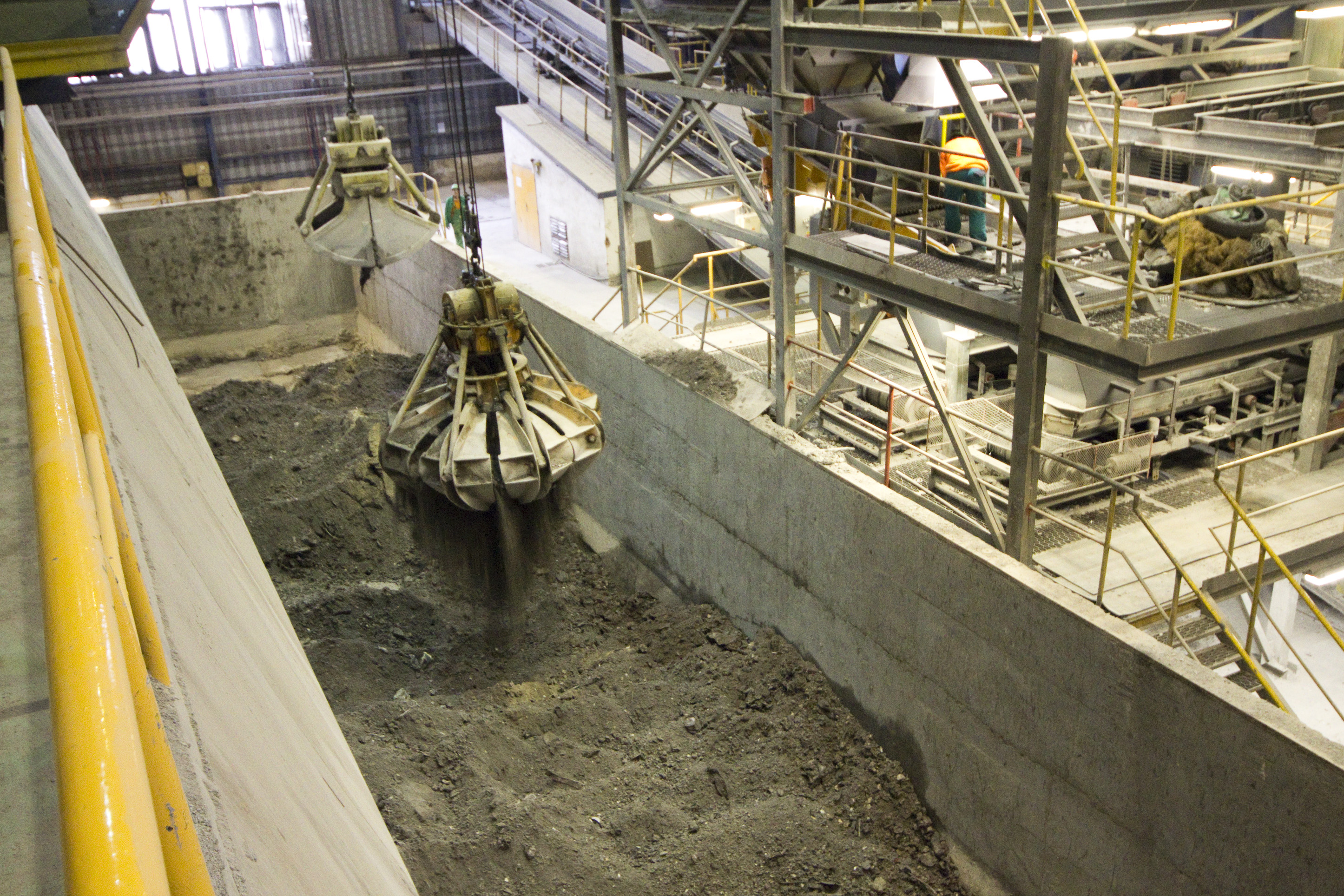
Vasca di raccolta delle scorie (Malešice, Praga)

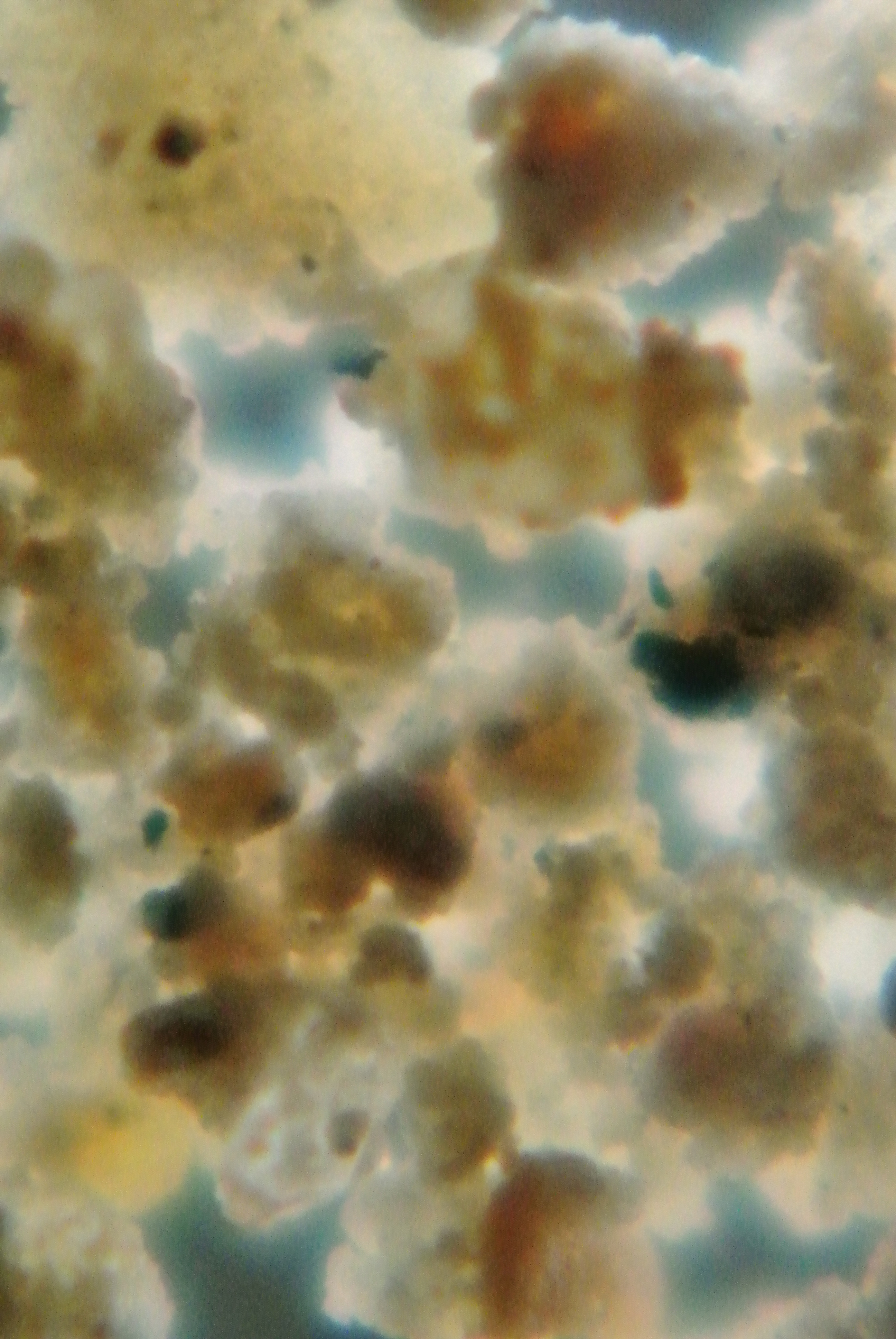
Microfotografia di ceneri prodotte dall'incenerimento di rifiuti solidi urbani. Sono presenti strutture a fiocchi costituite da alluminosilicati.

L'incenerimento dei rifiuti produce scorie solide pari circa al 10-12% in volume e 15-20% in peso dei rifiuti introdotti, e in più ceneri per il 5%. Gran parte della massa immessa nei forni viene infatti combusta ottenendo dei fumi che verranno opportunamente pretrattati prima di essere emessi dal camino.
- Le ceneri volanti e le polveri intercettate dall'impianto di depurazione dei fumi sono rifiuti speciali altamente tossici (in quanto concentrano molti degli inquinanti più nocivi), che come tali sono soggetti alle apposite disposizioni di legge e sono poi smaltiti in discariche speciali.
- Le scorie pesanti, formate dal rifiuto incombusto – acciaio, alluminio, vetro e altri materiali ferrosi, inerti o altro –, sono raccolte sotto le griglie di combustione e possono poi essere divise a seconda delle dimensioni e quindi riciclate se non troppo contaminate.

Le scorie sono generalmente smaltite in discarica e costituiscono una grossa voce di spesa.
Gli impianti possono essere costruiti per riciclare le scorie, riducendo il problema del loro smaltimento.
Un'altra tecnologia in sperimentazione è la vetrificazione delle ceneri con l'uso della torcia al plasma. Con questo sistema si rendono inerti le ceneri, risolvendo il problema dello smaltimento delle stesse come rifiuti speciali, inoltre si studia la possibilità di un loro riutilizzo come materia prima per il comparto ceramico e cementizio.

## Storia
I primi inceneritori per lo smaltimento dei rifiuti nel Regno Unito furono costruiti a Nottingham da Manlove, Alliott & Co. Ltd. nel 1874 a partire da un brevetto di Alfred Fryer. Originariamente erano conosciuti come "distruttori" (destructors).
La costruzione del primo inceneritore conosciuta è nel 1885, a New York.
Nel 1899 si ha notizia della sperimentazione di WC inceneritori da parte dei militari statunitensi, costruito dalla International Garbage and Crematory Company di Buffalo, New York.
Nel 1901 la tecnologia dell'incenerimento si diffuse in Australia come metodo per contrastare la peste bubonica.
Nel 1911, quando ancora gli effetti tossici e di pericolosità per l'atmosfera del particolato e di altre sostanze contenute nei fumi di combustione non erano ben noti, a New York era commercializzato un inceneritore di rifiuti per applicazioni domestiche e non, chiamato "Incenerite", pubblicizzato come un metodo sicuro da potere essere collocato in cucina.
Durante la seconda guerra mondiale, la tecnologia dell'incenerimento fu brutalmente utilizzata per cremare i corpi di milioni di ebrei sterminati nei campi di concentramento dal regime nazista.
Negli anni '80 il Dipartimento della Difesa degli Stati Uniti ha individuato l'incenerimento come la migliore tecnologia disponibile per lo smaltimento di munizioni e agenti chimici.

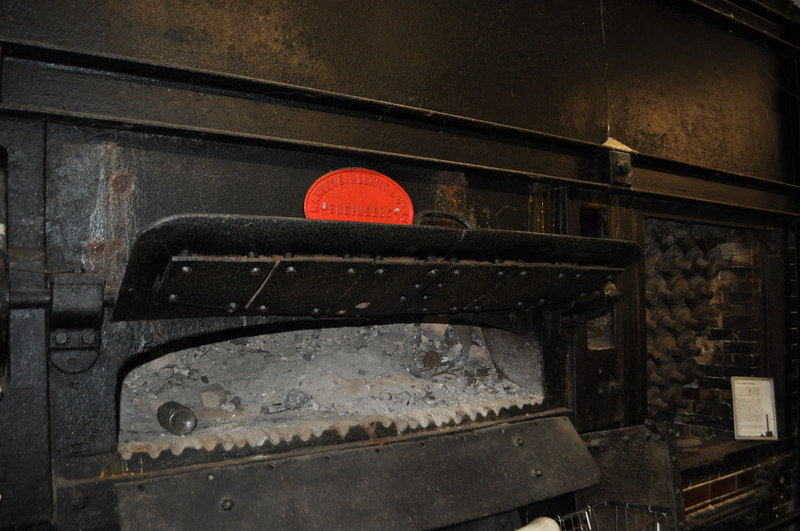
Un "distruttore" della Manlove, Alliott & Co. Ltd. conservato al Cambridge Museum of Technology (1894).
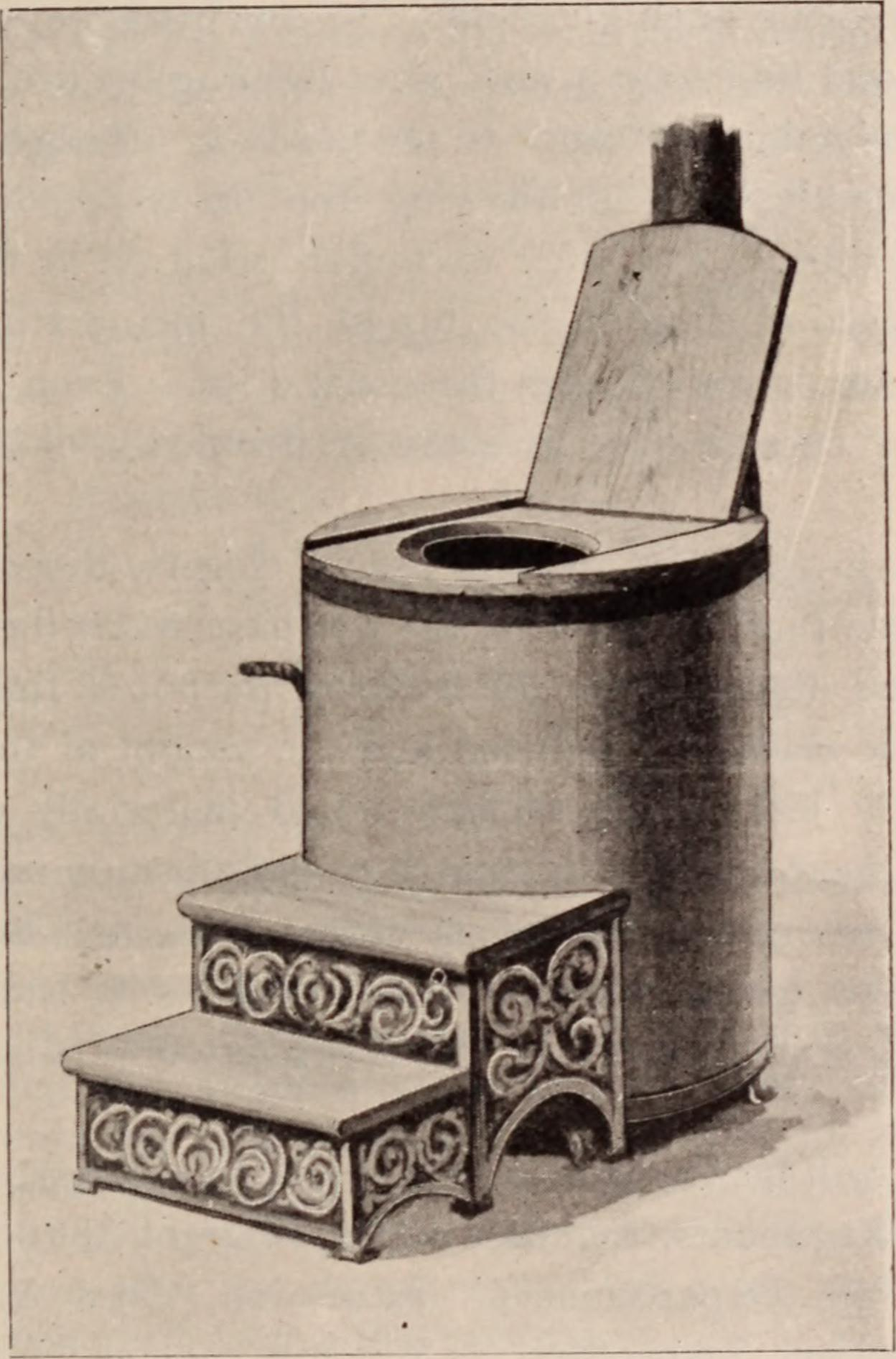
WC inceneritore della International Garbage and Crematory Company di Buffalo, New York (1899).
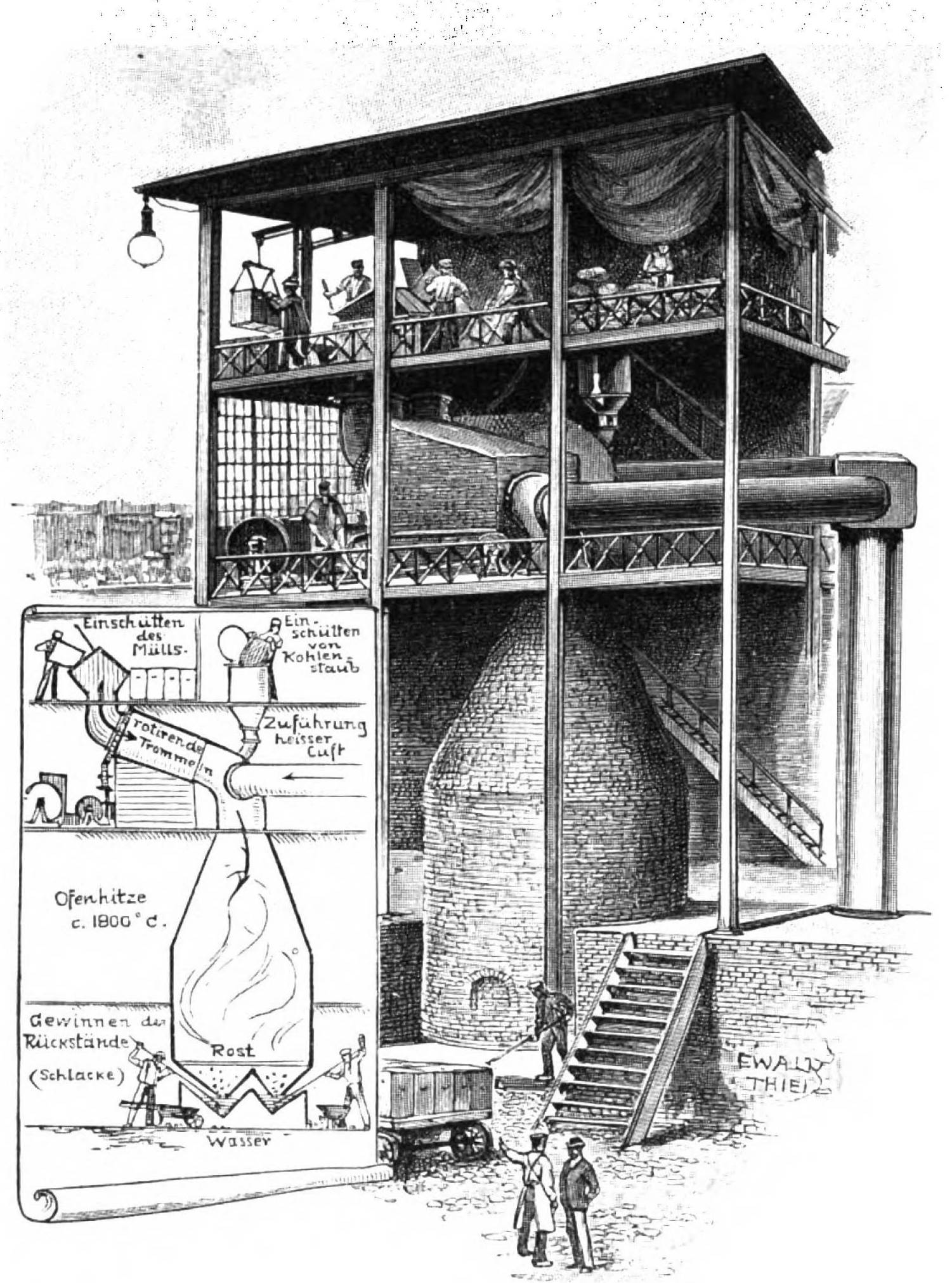
Rappresentazione di un inceneritore sulla rivista tedesca Die Gartenlaube (1899).
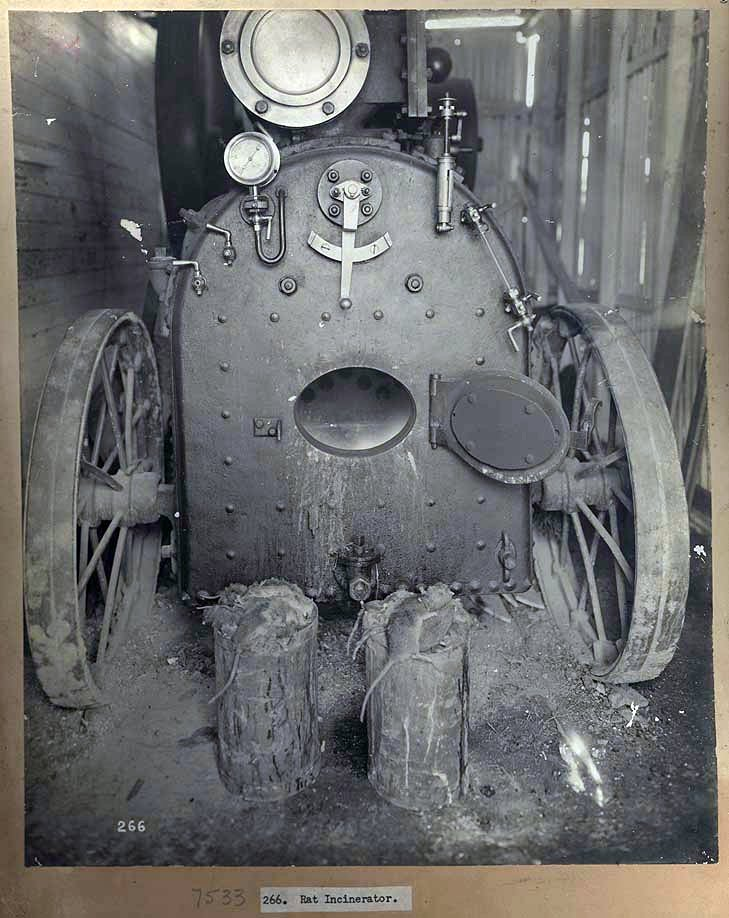
Un "distruttore" utilizzato a Sydney intorno al 1900 per smaltire le carcasse di topi morti durante l'epidemia di peste bubbonica.
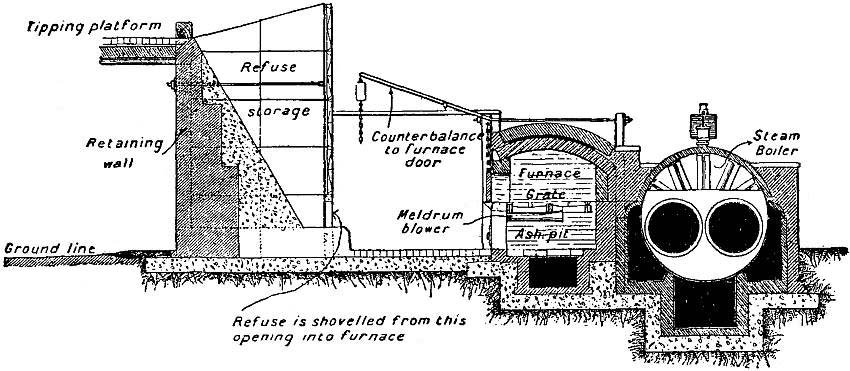
Schema di un "distruttore" a Darwen, nel Regno Unito (1911)
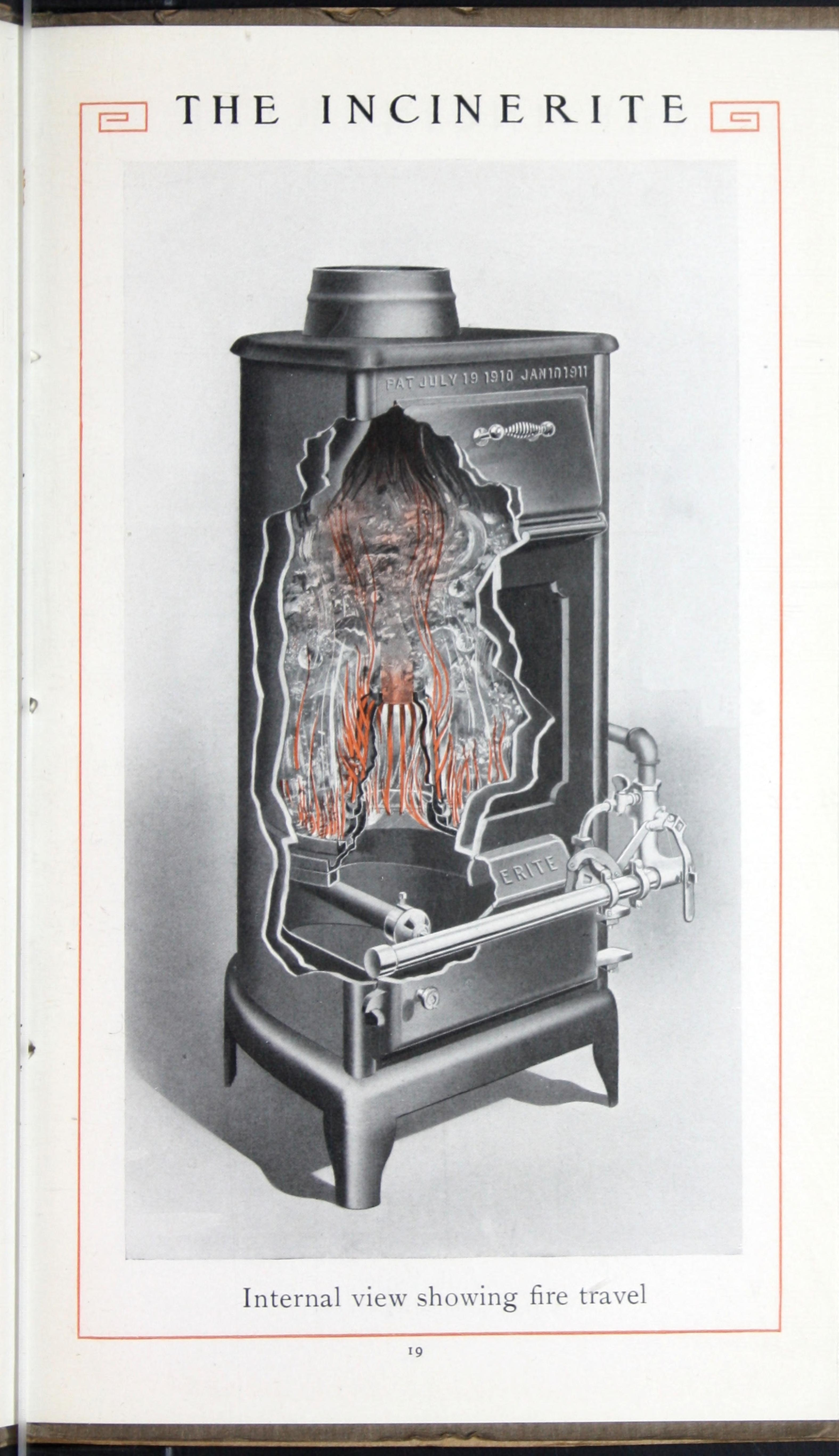
Schema dell'inceneritore pubblicizzato per scopi domestici con il nome di "Incenerite" (1911).
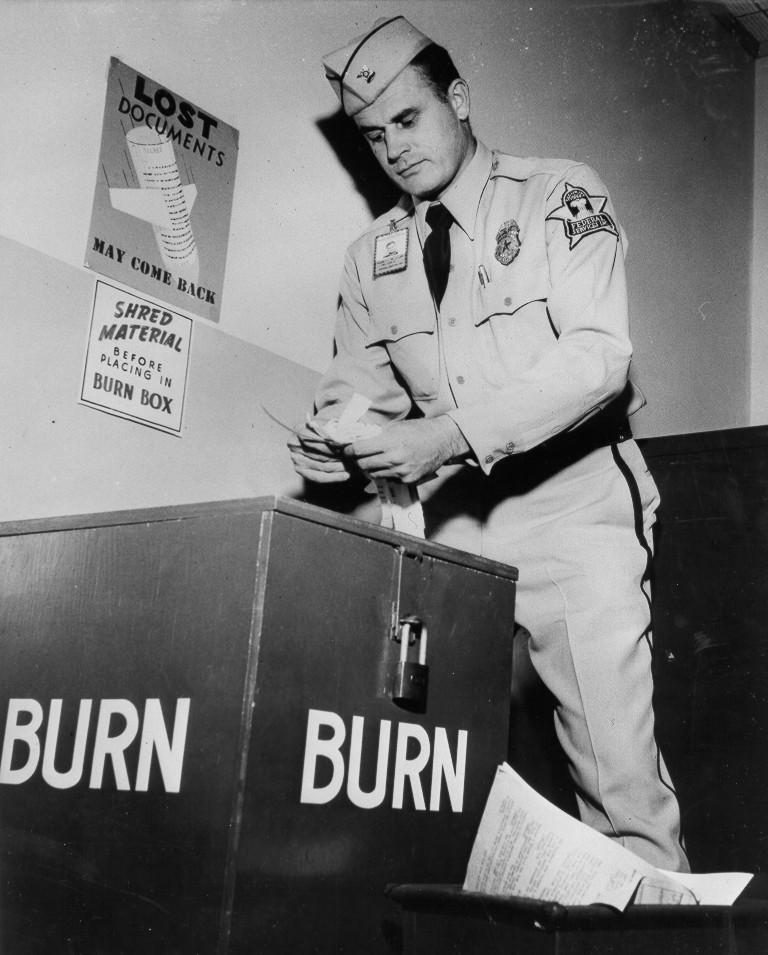
Un militare con sullo sfondo una locandina che invita a incenerire i documenti contenenti informazioni militari per contrastare il possibile spionaggio da parte degli eserciti nemici (1953).

## Diffusione

### Europa
Gli inceneritori più diffusi in Europa sono del tipo "a griglie", sono attivi, al 2012, 408 impianti di incenerimento rifiuti in 23 nazioni. In alcune situazioni, impianti di questo genere sono stati inseriti in contesti urbani, ad esempio a Vienna, Parigi, Torino, Imola.
Paesi quali Svezia (circa il 50% del rifiuto viene incenerito), Svizzera (~50%), Danimarca (~50%) e Germania (~35%) ne fanno largo uso; nei Paesi Bassi (in particolare ad Amsterdam) sorgono alcuni fra i più grandi inceneritori d'Europa, che permettono di smaltire fino a quattro milioni e mezzo di tonnellate di rifiuti all'anno. Nei Paesi Bassi comunque la politica – oltre a porsi l'obiettivo di ridurre il conferimento in discarica di rifiuti recuperabili – è quella di bruciare sempre meno rifiuti a favore di prevenzione, riciclo e riuso (ad esempio mediante incentivi, come cauzioni e riconsegna presso i centri commerciali sul riutilizzo delle bottiglie di vetro e di plastica).
Tra le nazioni in cui il ricorso a questo tipo di trattamento è scarsamente diffuso, si annoverano la Slovenia, Malta, Lituania e Croazia (tra lo 0,1% e l'1,6% dei rifiuti gestiti). Gli Stati che non avviano rifiuti a trattamento termico: Grecia, Cipro, Lettonia, Romania e Bulgaria.

Mappa degli impianti di incenerimento nei Paesi Bassi (2010).

| Nazione         | Numero impianti | Quantitativi trattati (t/anno) | Media quantitativi/ impianto (t/anno) |
| --------------- | --------------- | ------------------------------ | ------------------------------------- |
| Austria         | 13              | 1 540 000                      | 118 462                               |
| Belgio          | 18              | 2 133 000                      | 118 500                               |
| Danimarca       | 26              | 1 952 000                      | 75 077                                |
| Finlandia       | 5               | 925 000                        | 185 000                               |
| Francia         | 128             | 11 468 000                     | 89 594                                |
| Germania        | 80              | 17 152 000                     | 214 400                               |
| Irlanda         | 1               | 419 000                        | 419 000                               |
| Italia          | 45              | 5 529 000                      | 122 867                               |
| Lussemburgo     | 1               | 126 000                        | 126 000                               |
| Paesi Bassi     | 12              | 4 518 000                      | 376 500                               |
| Polonia         | 1               | 51 000                         | 51 000                                |
| Portogallo      | 3               | 930 000                        | 310 000                               |
| Regno Unito     | 25              | 4 980 000                      | 199 200                               |
| Repubblica Ceca | 3               | 654 000                        | 218 000                               |
| Slovacchia      | 2               | 168 000                        | 84 000                                |
| Slovenia        | 1               | 10 000                         | 10 000                                |
| Spagna          | 11              | 2 075 000                      | 188 636                               |
| Svezia          | 32              | 2 271 000                      | 70 969                                |
| Ungheria        | 1               | 364 000                        | 364 000                               |
| Totale          | 408             | 57 265 000                     | 140 355                               |

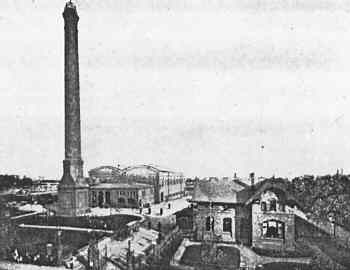
Primo impianto d'incenerimento in Germania (Hamburg-Hammerbrook, 1895)
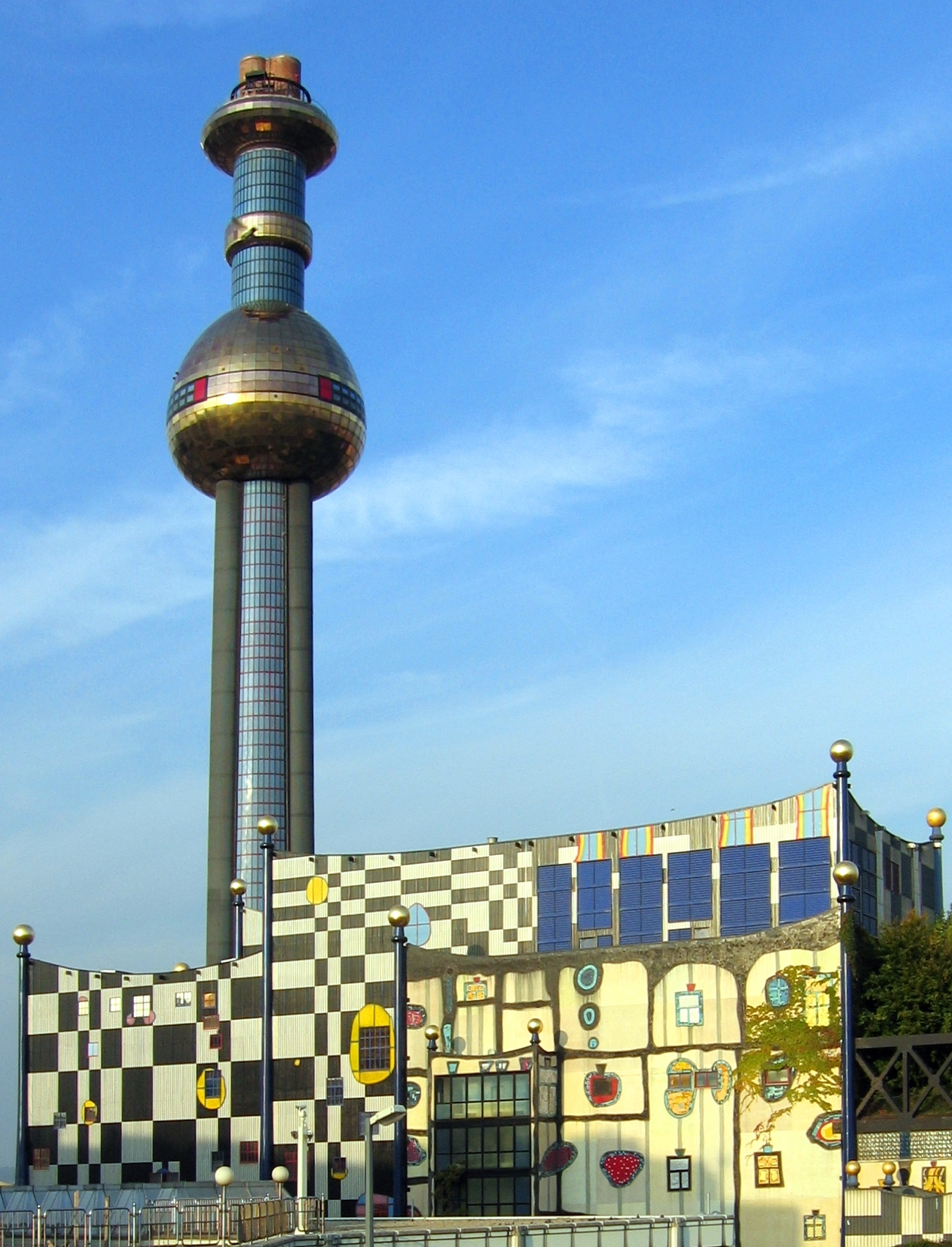
Inceneritore di Vienna, decorato da Friedensreich Hundertwasser, collegato ad una rete di distribuzione di calore.
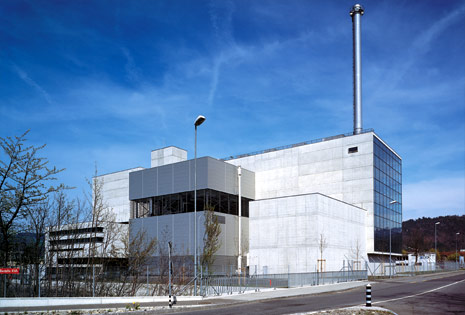
Inceneritore di Thun situato nei pressi dell'omonimo lago nel cantone di Berna.

## Impatto ambientale
Sebbene gli inceneritori siano costruiti per risolvere delle problematiche di gestione (ovvero lo smaltimento di rifiuti non smaltibili in altro modo), agli inceneritori sono associati degli impatti atmosferici negativi, tra cui:
- emissioni gassose in atmosfera (sia attraverso il camino sia durante lo stoccaggio dei rifiuti in attesa di essere inceneriti)
- effluenti liquidi scaricati in acqua;
- odori;
- rumori;
- vibrazioni

Impatti generali positivi sono invece:
- produzione di energia elettrica;
- produzione di energia termica;
- diminuzione del pericolo chimico e biologico associato ai rifiuti.

### Emissioni gassose

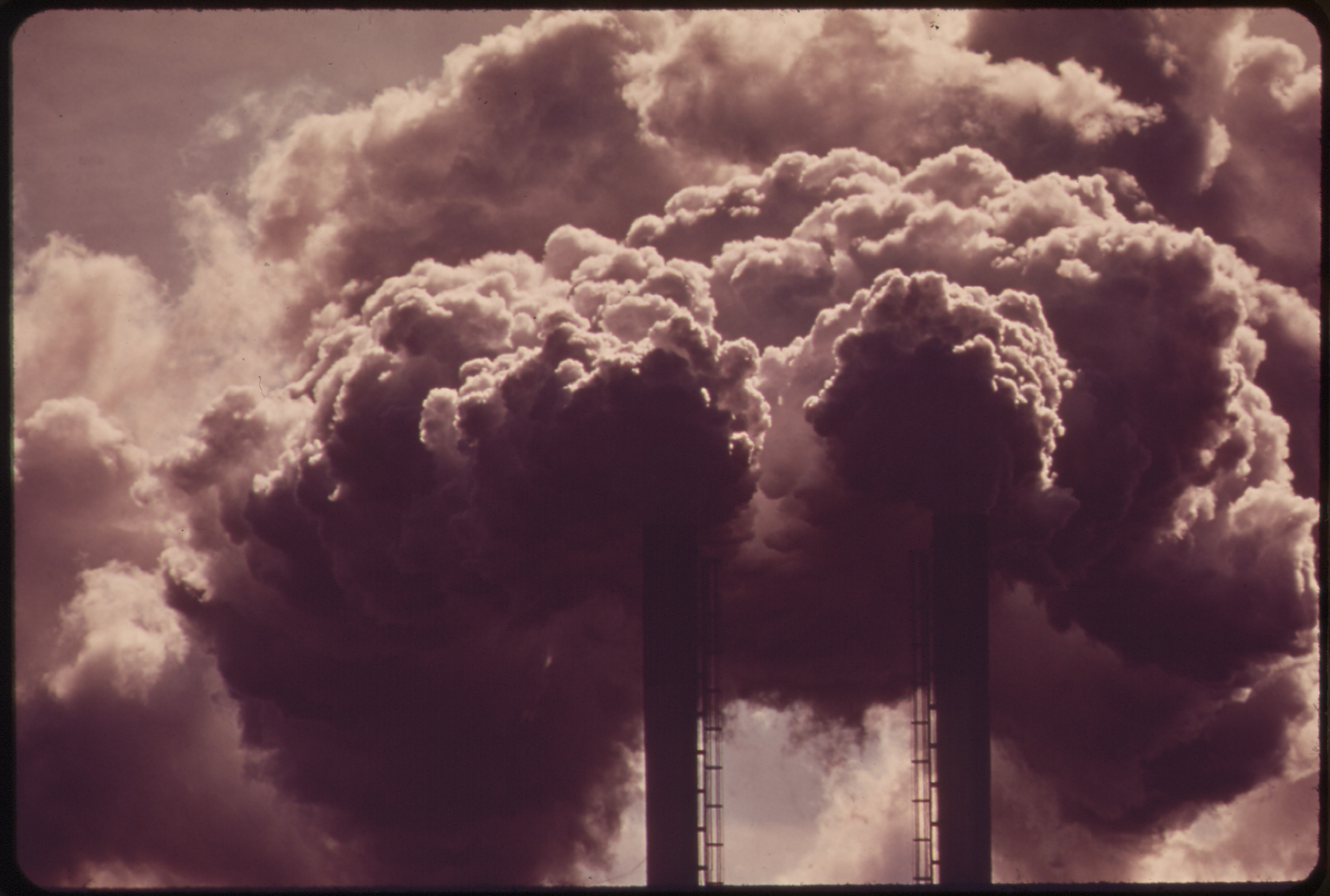
Fumo scaricato dal camino di un inceneritore durante la combustione di batterie di auto esauste (Houston, Stati Uniti)

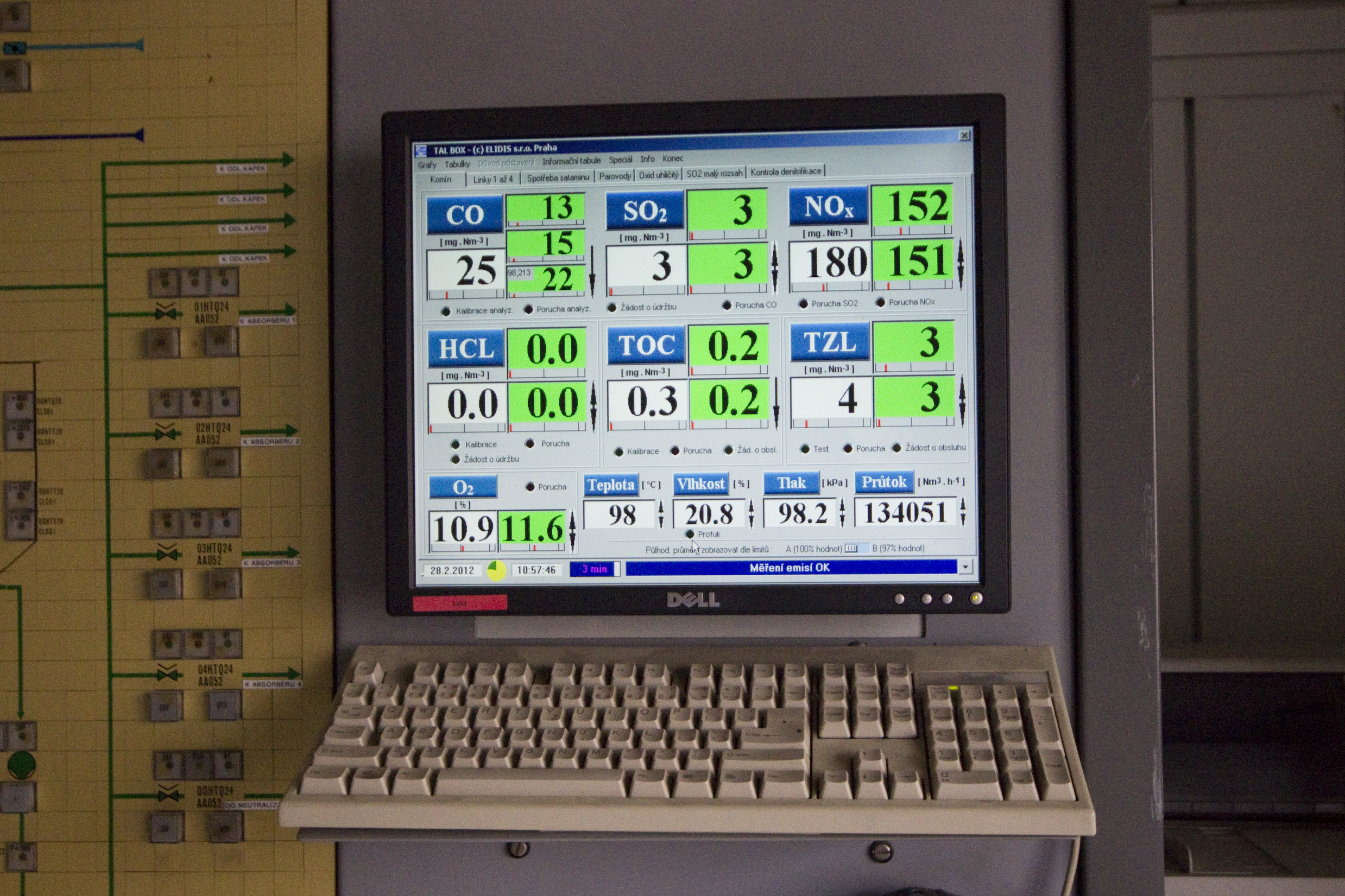
Monitoraggio della composizione dei fumi di un inceneritore (Malešice, Praga).

### Effluenti liquidi

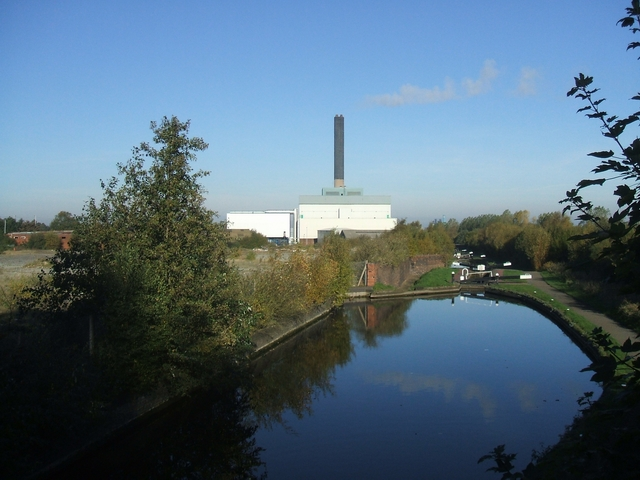

### Recupero energetico

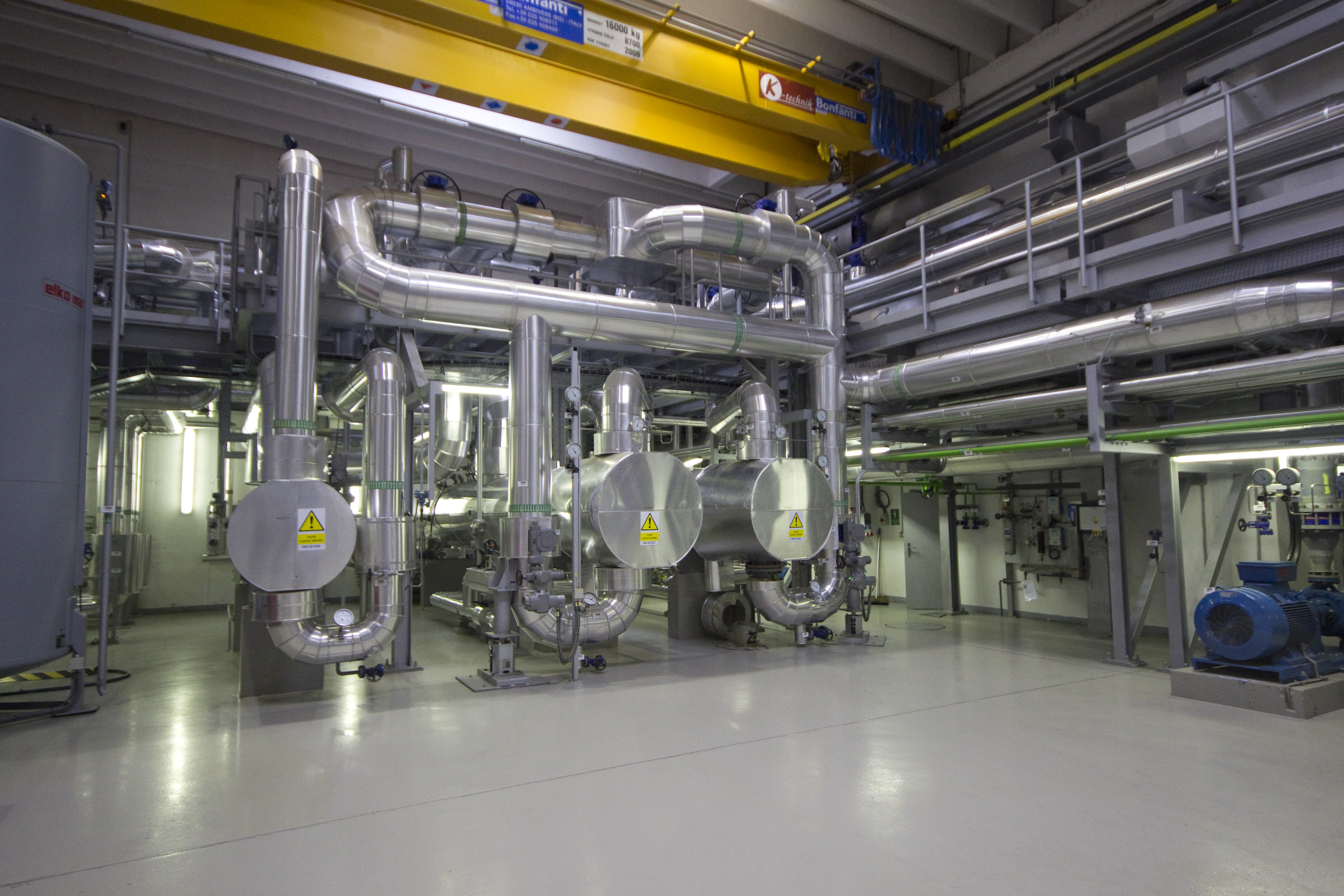
Impianto per il recupero del calore di scarto di un inceneritore (Malešice, Praga).

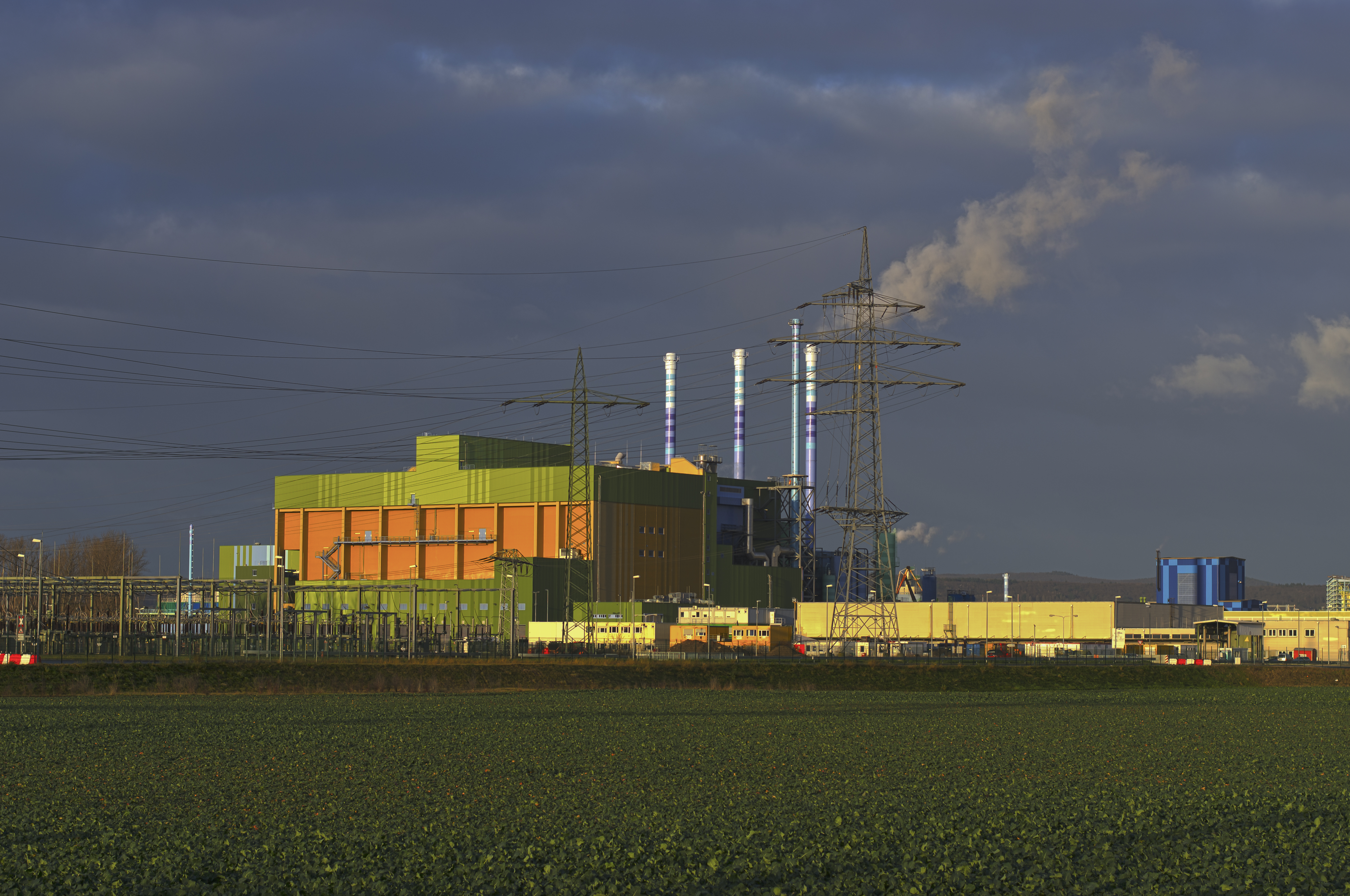
Impianto WTE per la produzione di energia elettrica dai rifiuti a Hesse, Germania.

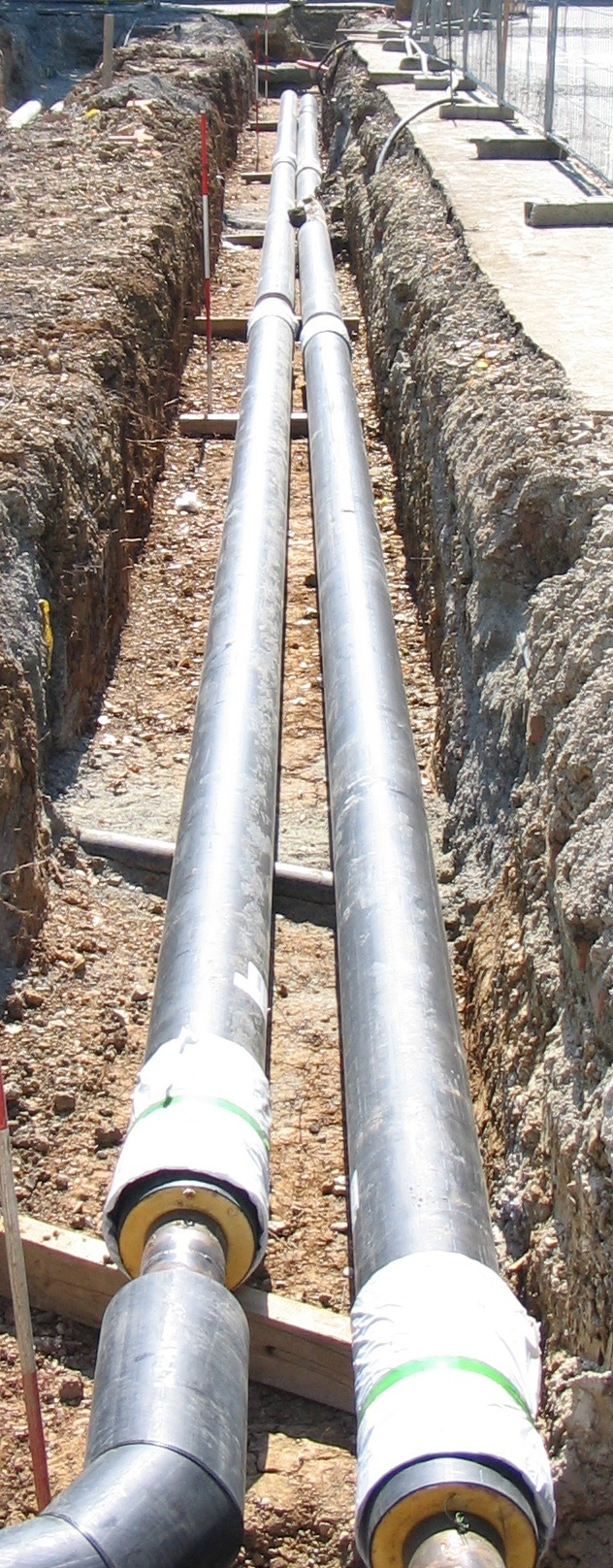
Tubature per teleriscaldamento a Tubinga, in Germania

Negli impianti più moderni, il calore sviluppato durante la combustione dei rifiuti viene recuperato e utilizzato per produrre vapore, poi utilizzato per la produzione di elettricità o come vettore di calore per il teleriscaldamento. Il rendimento di tali impianti è però molto minore di quello di una normale centrale elettrica, poiché i rifiuti non sono un sufficiente combustibile per il loro basso potere calorifico, e le temperature raggiunte in camera di combustione sono inferiori e la loro eterogenità. Talvolta per aumentare l'efficienza della combustione insieme ai rifiuti viene bruciato anche del gas metano.
La tecnologia di produzione di Combustibile Derivato dai Rifiuti (o CDR) ed il suo incenerimento sfrutta la preventiva disidratazione biologica dei rifiuti seguita dalla separazione degli inerti (metalli, minerali, ecc.) dalla frazione combustibile, che può essere arsa producendo energia elettrica con resa nettamente migliore rispetto all'incenerimento classico e con una diminuzione dell'impatto sull'ecosistema negativo associato al consumo di energia da parte del sistema di incenerimento.
L'indice di sfruttamento del combustibile di inceneritori e centrali elettriche può essere aumentato notevolmente abbinando alla generazione di energia elettrica il teleriscaldamento, che permette il recupero del calore prodotto che verrà poi utilizzato per fornire acqua calda. Tuttavia non sempre il calore recuperato può essere effettivamente utilizzato per via delle variazioni stagionali dei consumi energetici; ad esempio, in estate lo sfruttamento del calore può calare notevolmente, a meno che non siano presenti attrezzature che permettano di sfruttarlo per il raffreddamento.
Oggi gran parte degli inceneritori sono dotati di recupero energetico ma solo una piccola minoranza di impianti è collegata a sistemi di teleriscaldamento e viene venduta alla rete la corrente elettrica e non il calore.
L'efficienza energetica di un inceneritore è variabile tra il 19 e il 27% se si recupera solo l'energia elettrica ma aumenta molto col recupero del calore (cogenerazione). A titolo di confronto una moderna centrale termoelettrica a ciclo combinato, il cui scopo primario è ovviamente quello di produrre elettricità, ha una resa del 57% per la produzione elettrica, e se abbinata al teleriscaldamento raggiunge l'87%. Tipicamente per ogni tonnellata di rifiuti trattata possono essere prodotti circa 0,67 MWh di elettricità e 2 MWh di calore per teleriscaldamento.
Volendo invece confrontare il rendimento energetico delle varie tecnologie di trattamento termico dei rifiuti, il discorso è molto più complesso, meno documentato e fortemente influenzato dal tipo di impianto. In linea di massima le differenze sono dovute al fatto che, mentre in un inceneritore i rifiuti vengono direttamente bruciati ed il calore viene usato per produrre vapore, negli impianti di gassificazione/pirolisi i rifiuti vengono invece convertiti parzialmente in gas (syngas) che può essere poi utilizzato in cicli termodinamici più efficienti, come ad esempio un ciclo combinato sopra richiamato. La possibilità di utilizzare diversi cicli termodinamici permette a tali impianti maggiore flessibilità nella regolazione dei rapporti fra produzione di calore e di elettricità, rendendoli meno sensibili alle variazioni stagionali dei consumi energetici (in altre parole d'inverno si può produrre più calore e d'estate più elettricità).

### Pericolo chimico e biologico

#### Problemi sanitari
Gli aspetti sanitari relativi alle ricadute sulla popolazione di una data attività umana non possono essere valutati solamente sulla base dei valori di emissione al camino (o allo scarico per inquinanti liquidi). In altri termini, fra i valori di emissione e l'effetto sulla salute possono inserirsi altri fattori, direttamente influenzati dalle emissioni ma intermedi fra "emissione" e "salute". Tali inquinanti "intermedi" sono detti inquinanti secondari per distinguerli dagli inquinanti primari direttamente emessi dagli impianti. Risulta ad esempio noto dalla chimica ambientale che alcuni inquinanti di estrema importanza per la salute sono inquinanti secondari (come l'ozono, non prodotto dalla combustione ma generato dall'interazione fra inquinanti primari derivati dalle combustioni e radiazione solare).
Un approccio sanitario completo deve (o dovrebbe) quindi valutare anche gli inquinanti secondari, cosa però molto difficile in pratica. Anche per questo motivo ci si limita pertanto agli inquinanti primari (facilmente rilevabili in quanto misurabili al camino o allo scarico) e, per gli inceneritori, le indagini considerano in primis le diossine ed i metalli pesanti.
A proposito dei dati, appunto strettamente sanitari, si rileva anche il fatto che gli stessi dati epidemiologici per loro natura possono sottostimare o fallire nel rilevare il rischio reale. Il problema è complesso; sull'errore influisce una buona dozzina di fattori, metodologici o no. Se ne segnalano i principali.
- Alcuni metodi di studio in genere congelano una data situazione anziché seguirla nel tempo, processo lungo e costoso (cross-sectional vs longitudinal epidemiologic studies);
- si focalizzano su un determinato agente causale trascurando interazioni e sinergie tra i contaminanti;
- si focalizzano solo su una specifica determinata patologia, magari per direzioni impartite dal committente;
- fanno uso di statistica univariata e non di quella multivariata, di approccio in genere più ostico.
- Bisogna considerare anche l'individuazione corretta della popolazione esposta;
- la possibilità che la popolazione generale sia meno sana di quella in studio.[senza fonte]

Anche per questo aspetto si può rappresentativamente citare un lavoro di Lorenzo Tomatis, già direttore IARC e punto di riferimento internazionale sugli aspetti sanitari e ambientali.

#### Studi epidemiologici

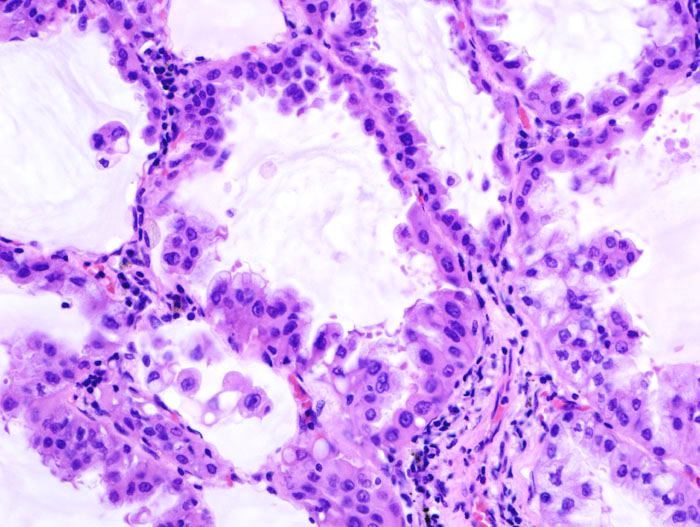
Sono stati effettuati numerosi studi per analizzare l'incidenza di tumori nei dintorni di impianti di incenerimento. I risultati sono al momento ancora contrastanti.

Studi epidemiologici, anche recentissimi, condotti in paesi sviluppati e basati su campioni di popolazione esposta molto vasti, evidenziano una correlazione tra patologie tumorali (sarcoma) e l'esposizione a diossine derivanti da inceneritori e attività industriali.
Altre indagini epidemiologiche prendono in particolare considerazione gli inceneritori come fonte d'inquinamento da metalli pesanti, ed eseguono accurate analisi considerando sia fattori socio-economici sia le popolazioni esposte nelle precise zone di ricaduta (mappe di isoconcentrazione tracciate per rilevamento puntuale e interpolazione spaziale col metodo di kriging). L'analisi, accurata pur se limitata solo ad alcune popolazioni, evidenzia aumenti statisticamente significativi di alcune patologie tumorali nelle donne residenti in zona da almeno cinque anni, ma non negli uomini. Nello studio viene ugualmente rilevata l'esposizione ad ossidi di azoto (NOx).
Un lavoro giapponese del 2005 ha tentato di mettere in relazione le diossine presenti nel latte materno con la distanza dagli inceneritori. Le conclusioni sono state che (nei limiti e nell'estensione dello studio) «nonostante gli inceneritori fossero la maggior fonte di diossine in Giappone al momento dello studio, i livelli di diossine nel latte materno non hanno mostrato apparente correlazione con le distanze tra il domicilio delle madri e gli inceneritori di rifiuti».
Un'analisi sintetica degli effetti sulla salute, svincolati dalla sola analisi dei singoli composti emessi – difficilmente studiabili se non in toto per gli effetti sinergici e di amplificazione dei componenti della miscela –, si può invece evincere da alcuni altri lavori: sempre in Giappone si è rilevata correlazione tra l'aumento di una serie di disturbi minori nei bambini e distanza dagli impianti.
Passando a problemi di ordine maggiore, si sono rilevati aggregati (cluster) di aumento di mortalità per linfoma non Hodgkin; altri studi, nonostante difficoltà relative all'analisi dei dati, aggiungono risultati significativi sull'incidenza di tumore polmonare, linfoma non Hodgkin, sarcomi ai tessuti molli, tumori pediatrici, malformazioni neonatali.
Diversi studi europei rivelano, sempre nell'ambito delle patologie tumorali, correlazioni con la presenza di inceneritori, in coerenza con analoghi studi precedenti.
Ma, in questo ambito, gli studi sono controversi e discordanti: a titolo di esempio uno studio effettuato in Gran Bretagna, con lo scopo di valutare l'incidenza di vari tipi di cancro in una popolazione che vive in prossimità di impianti di incenerimento, ha evidenziato che il rischio aggiuntivo di contrarre il cancro dovuto alla vicinanza degli inceneritori è estremamente basso. Sempre lo stesso studio rileva che un moderno inceneritore influisce sull'assorbimento umano medio di diossina in percentuale inferiore all'1% dell'assorbimento totale derivato dall'insieme delle emissioni ambientali (come precedentemente rilevato l'assorbimento di diossina avviene principalmente con la dieta). Inoltre, riguardo a specifiche patologie tumorali, lo studio afferma che non c'è evidente correlazione tra l'esposizione alle emissioni degli inceneritori e l'incidenza di cancro allo stomaco, all'apparato gastrointestinale e ai polmoni; i fattori socio-economici hanno un ruolo determinante. Sull'incidenza dell'angiosarcoma, lo studio in questione evidenzia che non è possibile effettuare alcuna correlazione a causa della mancanza di informazioni sull'accuratezza della diagnosi effettuata sulla popolazione generale; comunque la commissione di studio è giunta alla conclusione che non c'è alcuna prova più generale dell'esistenza di aggregati e non sono necessari ulteriori studi nel breve termine. Sempre in Gran Bretagna, nel 2008 la British Society for Ecological Medicine (BSEM) ha pubblicato uno studio avente l'obiettivo di riassumere i risultati dei principali studi epidemiologici e dimostrare gli effetti nocivi degli inceneritori sulla salute. Tale studio è stato ampiamente criticato dall'Health Protection Agency britannica che ha accusato la BSEM di aver utilizzato per le sue conclusioni solamente gli studi scientifici con risultati favorevoli alle conclusioni volute, tralasciandone altri con opposte vedute.
Sull'effetto dei metalli pesanti dispersi dalla combustione di rifiuti pericolosi sulla salute della popolazione si rileva che le emissioni non si limitano alle sostanze aerodisperse, ma possono riguardare anche le acque o i siti di stoccaggio delle ceneri.
Uno studio britannico ha analizzato la distribuzione del piombo e cadmio derivato dalle emissioni di polveri sottili di un inceneritore per fanghi di depurazione evidenziando che nelle adiacenze dell'inceneritore si rilevano picchi maggiori di concentrazione, seppure l'impatto sia relativamente piccolo rispetto alle altre attività antropiche nella zona oggetto di studio.
In Italia, negli anni 2001-2004, è stato commissionato dal Ministro dell'Ambiente Altero Matteoli uno studio sulla sostenibilità ambientale dell'incenerimento dei rifiuti solidi urbani, svolto dal dipartimento di Fisica tecnica dell'Università degli Studi di Roma "La Sapienza" e dal dipartimento di ingegneria impiantistica dell'Università di Perugia. Secondo i resoconti della Commissione Ambiente e Territorio dell'epoca «la tecnologia di "termovalorizzazione" è ormai affidabile e sostenibile, [...] Inoltre, quando gli impianti sono a norma, i rischi di insorgenze di malattie tumorali nella popolazione sono stati abbattuti drasticamente. [...] i rischi di carattere sanitario connessi alla realizzazione di "termovalorizzatori" di ultima generazione sono assolutamente trascurabili».
Tale studio è stato criticato sia in Commissione, sia da soggetti esterni, che hanno rilevato come esso trascuri completamente le problematiche ambientali e non specifichi quali siano i parametri e indicatori di tale compatibilità ambientale di tali impianti.

## Accensione e collaudo
Trattandosi di un processo esotermico, il calore necessario al mantenimento della reazione di combustione che si svolge all'interno della fornace di un inceneritore è fornito dagli stessi rifiuti, che fungono da combustibile. Per potere essere innescato, tale processo ha però necessità di elevate temperature, che sono raggiunte attraverso l'utilizzo di combustibile durante la fase di accensione dell'impianto.

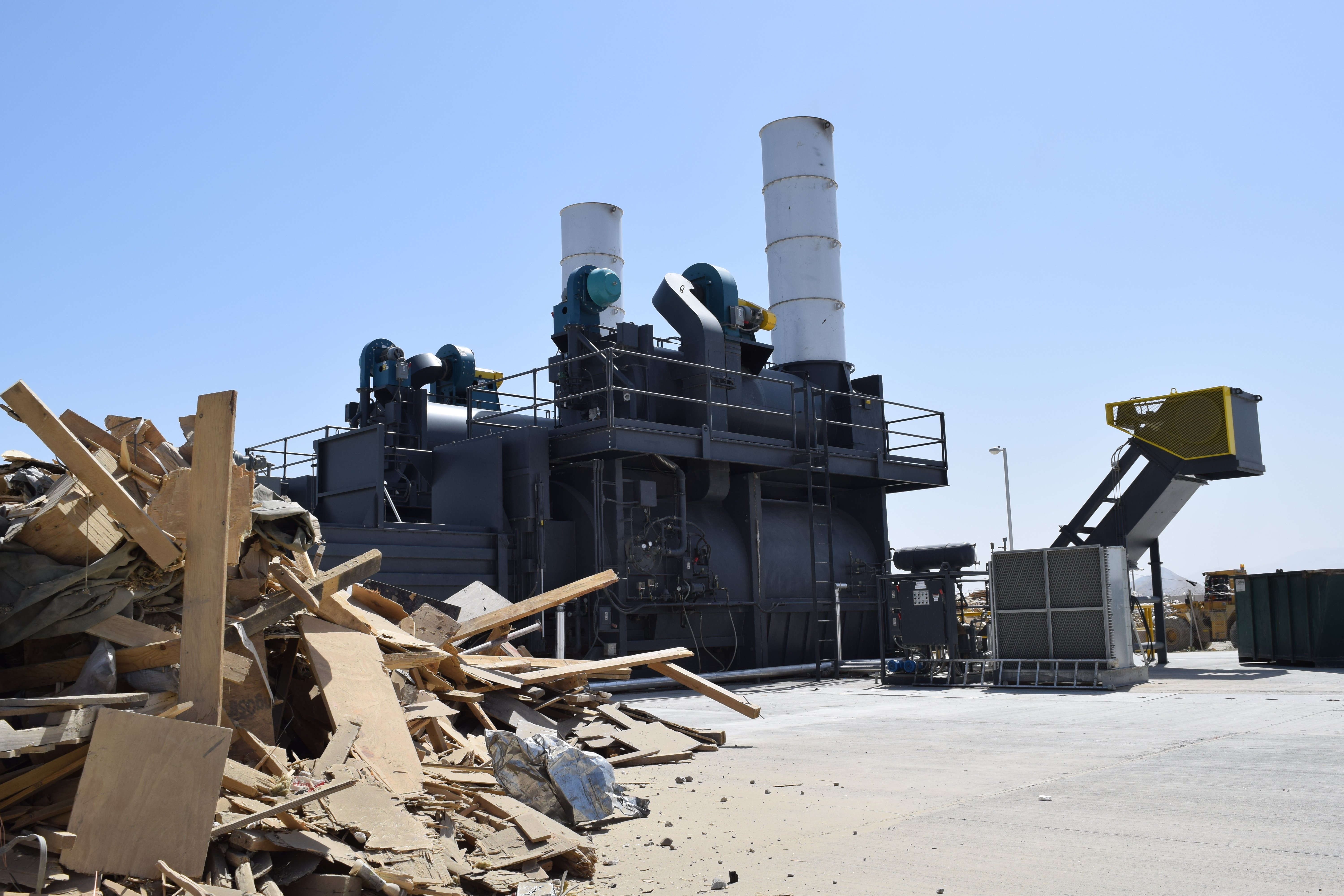
Un carico di rifiuti ad alto potere calorifico pronto ad essere alimentato in un inceneritore per le operazioni di accensione (startup) dell'impianto (Bagram Air Field, Afghanistan).
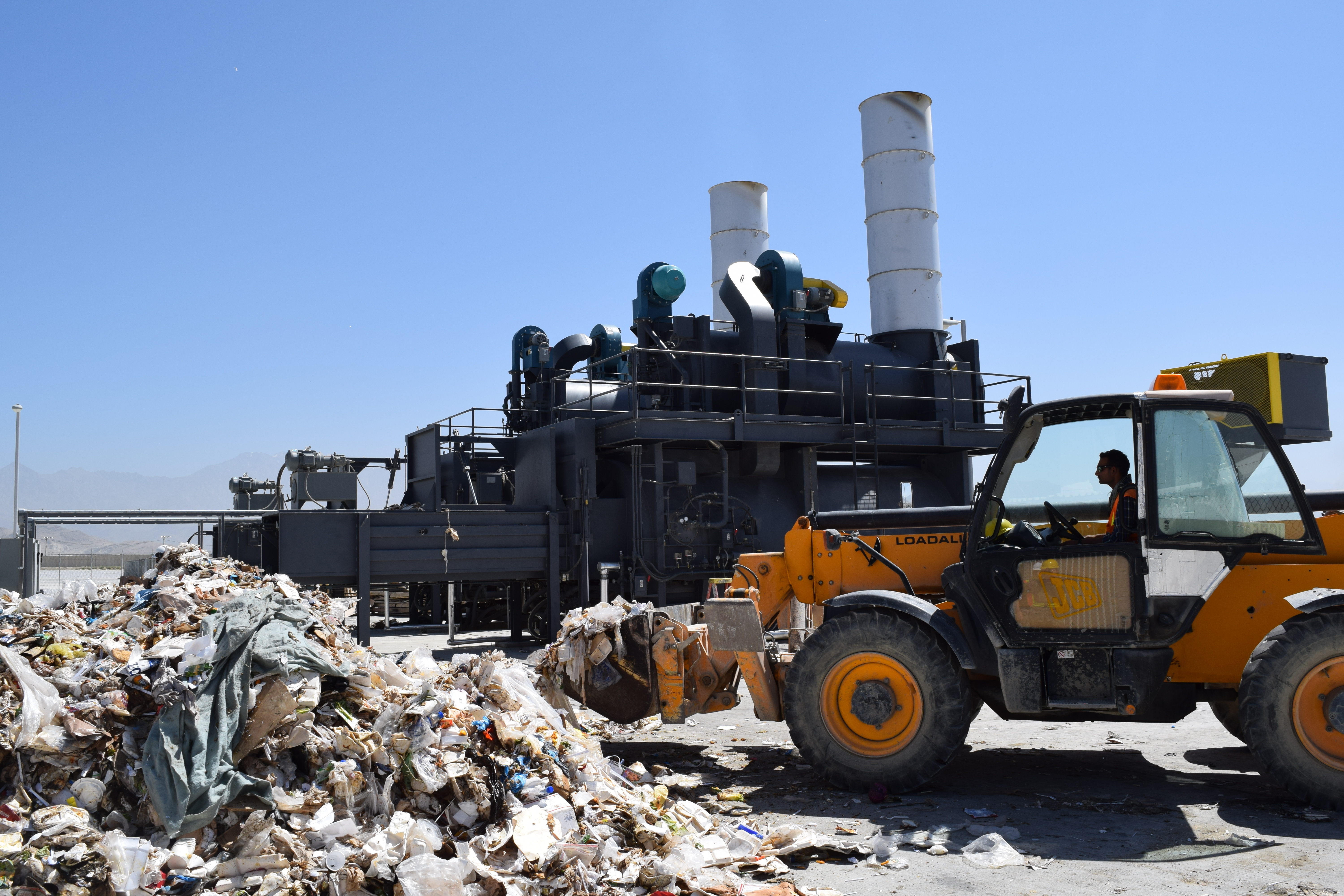
Movimentazione dei rifiuti stoccati in prossimità di un inceneritore durante le operazioni di collaudo per testare la capacità dell'impianto (Bagram Air Field, Afghanistan).

## Controllo e monitoraggio

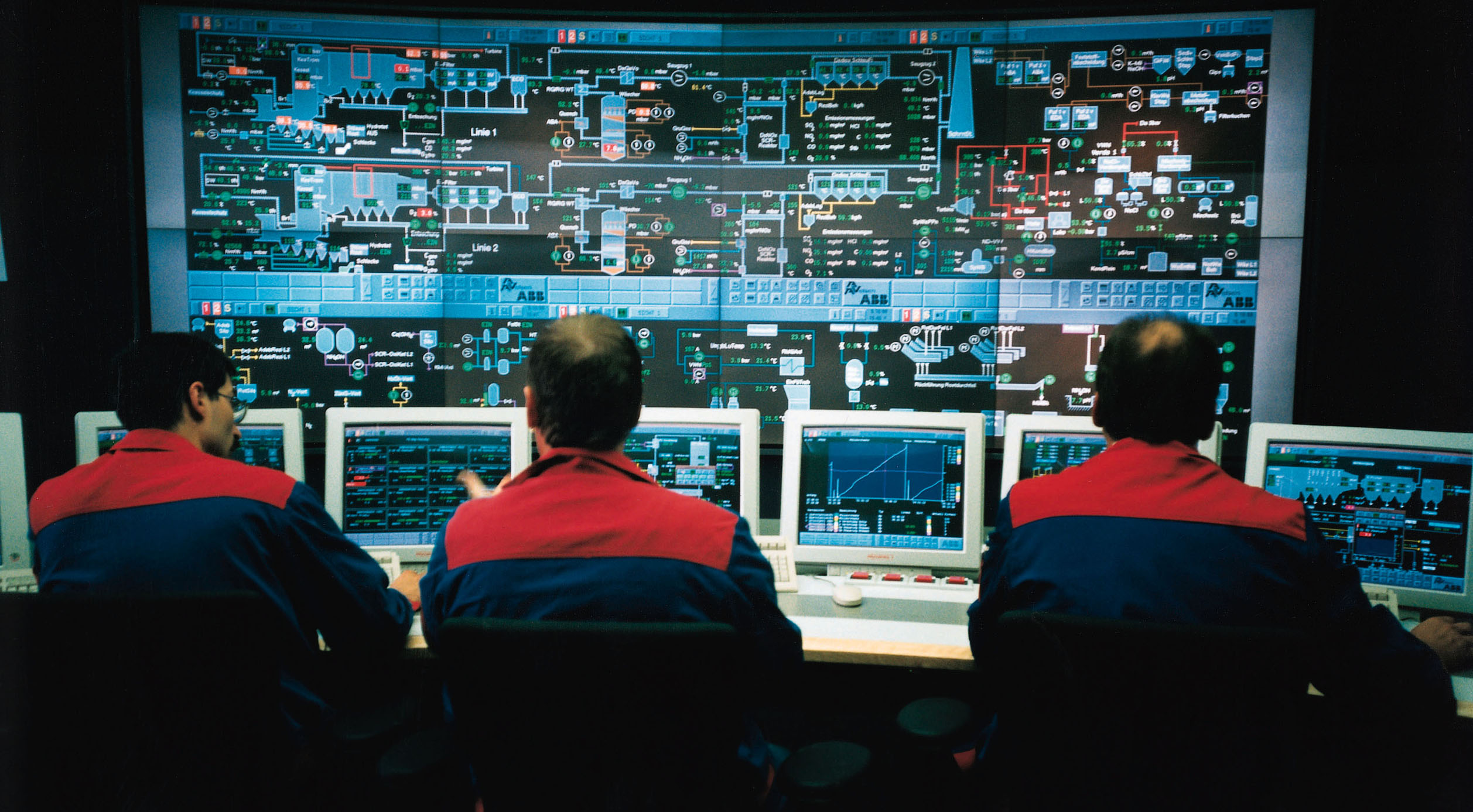
Sala di controllo di un inceneritore a grate mobili per il trattamento di RSU (Germania).

Il controllo e il monitoraggio di un impianto di incenerimento, che è svolto anche attraverso apposite strumentazioni di controllo automatico, ha diversi scopi: da una parte mantenere l'efficienza del processo e dall'altra parte assicurare che tale processo si svolga in maniera sicura sia per quanto riguarda potenziali pericoli che possono avere luogo all'interno dell'impianto (ad esempio: incendi, esplosioni, intossicazioni, ecc.), sia per quanto riguarda possibili conseguenze dannose per l'ambiente e per la salute delle popolazioni interessate. Da un punto di vista impiantistico, questi obiettivi si traducono, tra l'altro, nella necessità di diminuire le variazioni nel tempo e nello spazio delle caratteristiche del processo, cioè garantire la stabilità del processo e l'omogeneità dei parametri del processo.
In particolare, le variabili che possono essere aggiustate dall'operazione di controllo includono:
- la velocità del sistema di dosaggio dei rifiuti
- la frequenza e la velocità dei movimenti delle griglie
- la portata, la temperatura e la distribuzione dell'aria insufflata attraverso le griglie (aria primaria)
- la portata e la distribuzione dell'aria secondaria.

Il controllo di tali parametri è indirizzato a migliorare il processo di incenerimento, che include le seguenti necessità:
- minimizzare la quantità e migliorare la qualità delle ceneri presenti nei fumi di uscita
- migliorare la qualità delle ceneri raccolte dal fondo della fornace, in particolare quelle contenenti metalli pesanti (incinerator bottom ash)
- minimizzare la quantità di gas nocivi prodotti durante la combustione (tra cui CO, NOx, idrocarburi, ecc.).

## Chiusura e dismissione

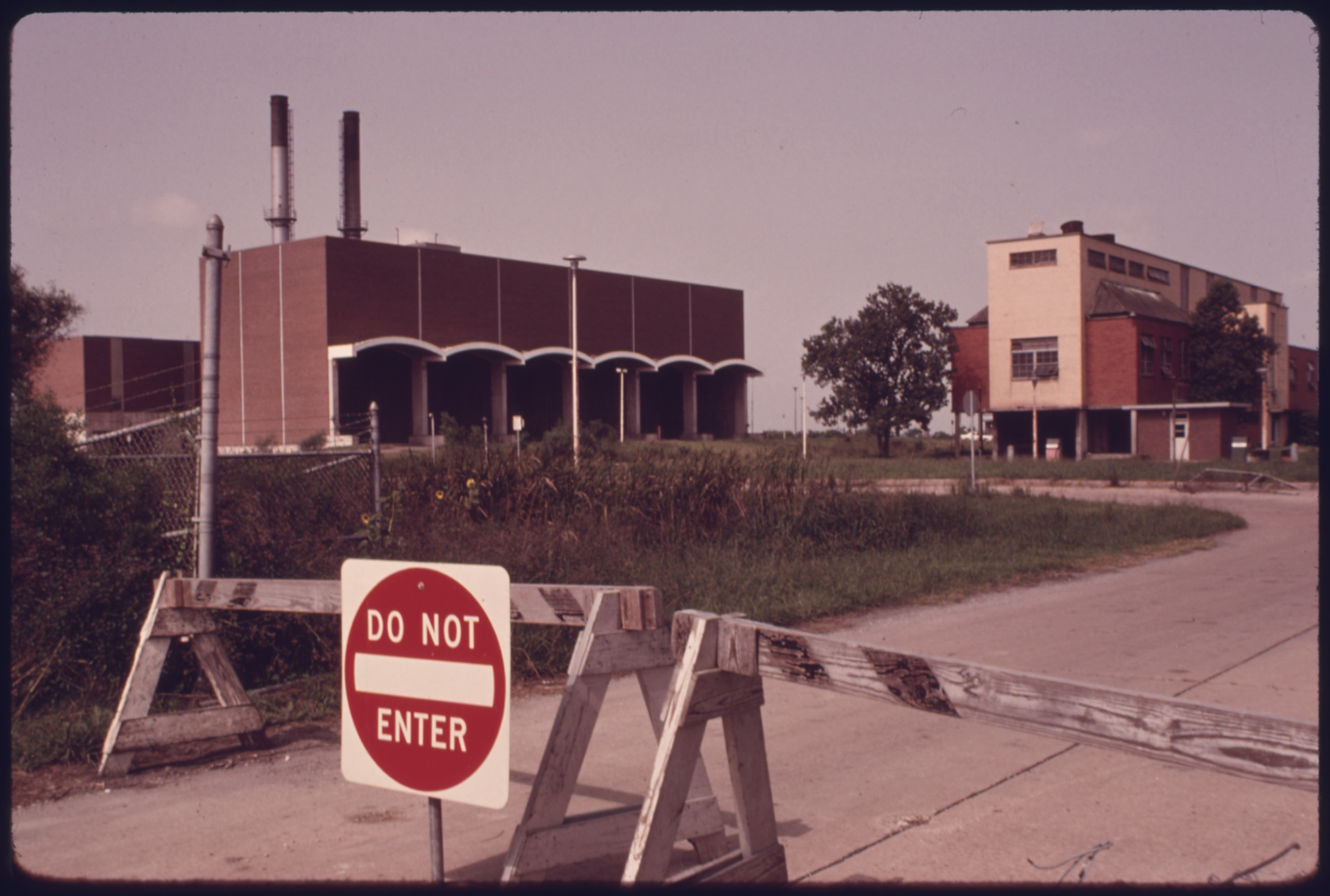
Un inceneritore a Houston, in Texas, chiuso nel 1974 dopo le proteste dei residenti e delle scuole vicine. L'impianto era utilizzato per incenerire batterie di automobili esauste, materiali plastici e altri rifiuti urbani per i quali non era stato progettato.

## Normativa

### Europa
Ai sensi della gerarchia di gestione dei rifiuti, definita dalla Direttiva europea 2008/98/CE, l'incenerimento con recupero energetico ad alta efficienza si colloca al quarto livello di priorità dopo prevenzione, preparazione per il riutilizzo e recupero di materia, mentre precede lo smaltimento finale in discarica controllata. Fermo restando che, secondo la medesima Direttiva, tale gerarchia può essere rivista per specifici flussi di rifiuti.